# 9 de marzo
El 9 de marzo es el 68.º (sexagésimo octavo) día del año en el calendario gregoriano y el 69.º en los años bisiestos. Quedan 297 días para finalizar el año.

## Acontecimientos
- 141 a. C.: Liu Che, póstumamente conocido como el emperador Wu de Han, asume el trono sobre la dinastía Han de China.
- 590: en Persia (actual Irán), Bahram VI es coronado como rey de Imperio sasánida.
- 1009: en la región de Sajonia-Anhalt (en la actual Alemania), en los anales del monasterio de Quedlinburg se menciona por primera vez al país de Lituania.
- 1161: en Sicilia, el conde Tancredo de Lecce y el príncipe Simón de Tarento asaltan el Palacio Real de Palermo, encarcelando a Guillermo I de Sicilia (rey de Sicilia) y a su familia.
- 1226: en la región de Georgia (Asia), el sultán corasmio Jalal ad‑Din conquista la capital, Tbilisi.
- 1230: 220 km al sureste de Sofía (Bulgaria), el zar búlgaro Iván Asen II derrota a Teodoro (del Despotado de Epiro) en la batalla de Klokotnitsa.
- 1276: Augsburgo se convierte en una ciudad libre del Sacro Imperio.
- 1500: zarpa de Lisboa rumbo a Calcuta la flota de 13 barcos mandada por el portugués Pedro Álvarez Cabral, quien al final llegará a las costas del Brasil.
- 1562: en Nápoles se prohíbe besarse en público. Los infractores se enfrentan a la pena de muerte[1]
- 1589: se firma el Tratado de Bytom y Będzin, que pone fin definitivamente a la primera guerra de sucesión polaca.
- 1595: en la provincia de Chiquimula (Guatemala) la imagen del Cristo Negro Crucificado llega a la ciudad de Esquipulas.
- 1687: en la villa de Santafé de Bogotá (en la actual Colombia), a las 22:00 sucede durante 15 minutos el Tiempo del Ruido, un fragor fortísimo de origen desconocido acompañado de un fuerte olor a azufre, que genera pánico en los habitantes de la ciudad.
- 1701: en la actual Irak, las tropas safávidas se retiran de la ciudad de Basora, poniendo fin a una ocupación de tres años.
- 1765: en París (Francia), tras una campaña del escritor Voltaire, los jueces exoneran póstumamente a Jean Calas del asesinato de su hijo. Calas había sido torturado y ejecutado en 1762 por ese cargo, aunque es posible que su hijo se hubiera suicidado.
- 1776: en Londres (Reino Unido) se publica La riqueza de las naciones, del economista y filósofo británico-escocés Adam Smith.
- 1781: en la región de Florida (Estados Unidos), Bernardo de Gálvez sitia el fuerte George.
- 1796: en Francia se casan Napoleón Bonaparte y Josefina de Beauharnais (quien será su primera esposa). Dos días después, Napoleón partió para su Campaña de Italia (1796-1797).
- 1811: en la desembocadura del río Tacuarí en el río Paraná, a 332 km al sureste de Asunción del Paraguay, el ejército realista español, dirigido por el general paraguayo Manuel Cabañas derrota al ejército independentista argentino, dirigido por el abogado y patriota Manuel Belgrano en la batalla de Tacuarí. Muere de dos disparos en el pecho el Tamborcito de Tacuarí (Pedrito Ríos, de 12 años y medio). Concluye la Expedición de Belgrano al Paraguay.[2]
- 1814: el Imperio ruso, el Imperio británico, el Imperio austríaco y el Reino de Prusia firman el Tratado de Chaumont, comprometiéndose a luchar hasta la derrota total de Napoleón, estableciendo una coalición antifrancesa de veinte años.
- 1815: Francis Ronalds describe el primer reloj a pilas en la revista Philosophical Magazine.
- 1831: en Francia se crea la Legión Extranjera.
- 1839: en Veracruz (México) se firma el tratado de paz entre México y Francia, que da fin a la guerra de los Pasteles.
- 1841: la Corte Suprema de Estados Unidos dictamina en el caso Estados Unidos contra el barco La Amistad que se debe liberar a los africanos cautivos que habían tomado el control del barco que los transportaba habían sido secuestrados y convertidos en esclavos ilegalmente. El asunto envenenó aún más las relaciones entre el Sur y el Norte de Estados Unidos.
- 1842: en el Teatro de La Scala de Milán (Italia) se estrena la ópera Nabucco, la tercera ópera de Giuseppe Verdi. Este éxito establece a Verdi como uno de los principales compositores de ópera de Italia.
- 1842: el primer descubrimiento documentado de oro en el estado de California ocurre en Rancho San Francisco, seis años antes de la Fiebre del Oro de California.
- 1846: se da por terminada la primera guerra anglo-sij que enfrentó al Imperio británico con el Reino sij.
- 1847: en el Sitio de Veracruz ―en el marco de la Guerra entre México y Estados Unidos― los estadounidenses lanzan el primer asalto anfibio a gran escala en la historia de Estados Unidos.
- 1862: en Hampton Roads (estado de Virginia) ―en el marco de la guerra civil estadounidense (1861‑1865)― sucede la batalla naval de los ironclads (navíos blindados). Tras el ataque sureño con el USS Merrimack, los norteños envían al acorazado USS Monitor. El resultado fue indeciso pero los norteños se quedaron con la bahía.
- 1868: en París se estrena la ópera Hamlet.
- 1873: en Canadá se funda la Real Policía Montada.
- 1902: en Madrid, el club de fútbol Real Madrid celebra su primer partido en una explanada que había en la avenida de la plaza de toros.
- 1902: en Vicenza (noreste de Italia) se funda el equipo Vicenza Calcio.
- 1908: en Milán (Italia), 44 miembros disidentes de la Associazione Calcio Milan fundan el club de fútbol Inter de Milán.
- 1916: en Nuevo México (actualmente en Estados Unidos) ―en el marco de la Revolución mexicana―, Pancho Villa lidera a casi 500 mexicanos en una incursión militar contra la ciudad de Columbus (Batalla de Columbus).
- 1916: en el marco de la Primera Guerra Mundial (1914‑1918), Alemania le declara la guerra a Portugal.
- 1917: en San Petersburgo se desata una manifestación obrera contra la que los cosacos se resisten a cargar, en un preludio de la revolución rusa.
- 1920: primera doble travesía aérea de la cordillera de los Andes. El capitán Antonio Parodi, pilotando un biplano SVA 5 SPA de 220 hp, parte desde la ciudad de Mendoza (Argentina), cruza las altas cumbres, sobrevuela Santiago de Chile y regresa. Emplea en total 4:20 h.
- 1921: en la ciudad de Salta (Argentina) se funda el club Central Norte.
- 1923: en la Unión Soviética, la enfermedad obliga a Lenin a abandonar definitivamente el poder.
- 1924: Italia anexa a Fiume a su territorio.
- 1931: en la Universidad Técnica de Berlín, Ernst Ruska (1906‑1988, premio nobel de física en 1986), realiza el primer experimento que demuestra que una bobina magnética puede actuar como una «lente» electrónica. En 1933 utilizará varias bobinas en serie para construir el primer microscopio electrónico.
- 1932: en Dublín (Irlanda) se constituye el Gobierno del Estado libre, presidido por Éamon de Valera.
- 1933: en los Estados Unidos, en el marco de la Gran Depresión, el Congreso comienza sus 100 días de debate para votar la legislación del New Deal, propuesta por el presidente Franklin D. Roosevelt.
- 1936: la República Dominicana y Haití firman un tratado de fronteras.
- 1937: se casa el poeta Miguel Hernández.
- 1938: promulgación del Fuero del Trabajo por el gobierno del general Franco.
- 1942: en Subang (Java Occidental) ―en el marco de la Segunda Guerra Mundial (1939‑1945)―, las Indias Orientales Neerlandesas se rinden incondicionalmente a las fuerzas japonesas.
- 1944: en Estonia ―en el marco de la Segunda Guerra Mundial―, aviones del ejército soviético atacan la ciudad de Tallin.
- 1944: el general Pedro Pablo Ramírez dimite como presidente de la República Argentina.
- 1945: en Japón, aviones B-29 estadounidenses atacan Tokio con bombas incendiarias durante la noche del 9 y todo el día 10, matando a unos 200 000 hombres, mujeres y niños civiles.
- 1945: en la Indochina francesa (actual Vietnam) ―en el marco de la Segunda Guerra Mundial―, un golpe de Estado de las fuerzas japonesas elimina a los franceses del poder. Los japoneses ocupan militarmente las principales ciudades de la nación.
- 1946: en la ciudad inglesa de Bolton (Reino Unido) sucede el desastre del estadio de los Bolton Wanderers. Mueren 33 personas y cientos quedan heridos.
- 1952: primer reconocimiento aéreo del territorio antártico en helicóptero. El Sikorsky S‑51 matrícula LV-XXT, de la Dirección General de Aeronáutica Civil, primer helicóptero destinado en una Base Antártica (San Martín) realiza el primer reconocimiento aéreo del territorio antártico. Tripulación: Hugo J. Parodi, piloto; y cabo mayor de la Fuerza Aérea Argentina Jorge Webber y Carlos R. Marrón, mecánicos.
- 1953: en Moscú se celebra el funeral de Iósif Stalin.
- 1954: en Estados Unidos ―en el marco del macartismo que asoló esa nación―, el periodista Edward R. Murrow, en su programa See it now, presenta un completo reportaje acerca de los excesos cometidos por el senador Joseph McCarthy durante los interrogatorios llevados a cabo cuando era presidente del Comité de Actividades Antiestadounidenses.
- 1955: Nikita Jrushchov es nombrado secretario general del Partido Comunista de la Unión Soviética.
- 1955: en Ginebra (Suiza) se presenta al público por primera vez el que se convertiría en uno de los iconos del milagro económico italiano de la posguerra: el Fiat 600.
- 1956: en la República Socialista Soviética de Georgia se producen manifestaciones en reacción a la política de «desestalinización» de Nikita Jrushov.
- 1957: se registra un devastador terremoto de 8.6 en las islas Andreanof que provoca un tsunami.
- 1959: en la Feria Internacional del Juguete, en Nueva York (Estados Unidos) se pone en venta Barbie, la muñeca más famosa del mundo.
- 1960: Después de más de 300 conciertos, el grupo musical británico The Quarrymen cambia su nombre a The Beatles.[3]
- 1960: el Dr. Belding Hibbard Scribner implanta por primera vez en un paciente una shunt de bypass (derivación) que él inventó, que permite que un paciente reciba hemodiálisis de manera regular.
- 1961: la Unión Soviética lanza con éxito el Sputnik 9, que lleva al espacio a la perra Chernushka y a un maniquí humano, y demuestra que la Unión Soviética está preparada para iniciar vuelos espaciales tripulados.
- 1964: en Detroit (Estados Unidos), el primer Ford Mustang sale de la línea de montaje de la empresa Ford.
- 1967: en un campo en las cercanías del pueblo de Concord Township (estado de Ohio) se estrella el vuelo 553 de Trans World Airlines, tras una colisión en el aire con un Beechcraft Baron, matando a 26 personas.
- 1967: en Nueva York (Estados Unidos), Svetlana Alliluieva, hija de Iósif Stalin, solicita asilo político.
- 1973: la dictadura franquista restablece relaciones diplomáticas con la República Popular China.
- 1974: la nave estadounidense Mars 7 Flyby libera su módulo de descenso demasiado pronto, y no llega a Marte.
- 1975: en Estados Unidos comienza la construcción del Oleoducto Trans-Alaska.
- 1976: en Val di Fiemme, 196 km al noroeste de Venecia (Italia), se cae al vacío una cabina del teleférico debido a la rotura del cable portante; de las 43 personas que iban a bordo solo sobrevive uno (accidente del teleférico de Cavalese). Es el accidente de teleférico más mortífero de la historia.
- 1977: en Washington D. C. (capital de Estados Unidos), un grupo de musulmanes hanafi armados toman el control de tres edificios durante 39 horas.
- 1978: en Java Occidental, el presidente Suharto inaugura la carretera de peaje Jagorawi, la primera autopista de peaje de Indonesia, que conecta Yakarta, Bogor y Ciawi.
- 1979: en la ciudad de Palermo (Sicilia), la mafia asesina al político italiano Michele Reina (48), secretario provincial de la Democracia Cristiana.
- 1979: en Turín ―en el marco de los Años de Plomo (1969-1987)― cinco miembros del grupo terrorista de extrema izquierda Prima Linea prepararon una emboscada a unos agentes de policía para vengar el asesinato de dos militantes ocurrido el 28 de febrero]. En el enfrentamiento muere Emanuele Iurilli, un estudiante de 18 años que se encontraba en el lugar del incidente y fue alcanzado por balas perdidas.
- 1979: en Copiapó (norte de Chile) se funda el Club Regional Atacama.
- 1986: los buzos de la Marina de Estados Unidos encuentran el compartimento de la tripulación del Transbordador espacial Challenger, en gran parte intacto pero muy dañado; los cadáveres de los siete astronautas del transbordador espacial Challenger todavía están dentro[4]
- 1987: la banda irlandesa U2 lanza su quinto álbum The Joshua Tree, que se convertirá en su mayor éxito entre el público y la crítica.
- 1987: en Estados Unidos, la empresa automotriz Chrysler anuncia la adquisición de American Motors Corporation.
- 1989: en Miami, quiebra la empresa Eastern Air Lines.
- 1990: en Estados Unidos, toma juramento como «general surgeon» (‘cirujana general’, o sea, ‘ministra de Salud’) la Dra. Antonia Novello, siendo la primera mujer e hispana que ocupa este cargo.
- 1991: en Belgrado suceden masivas manifestaciones populares contra Slobodan Milošević: dos personas mueren y los tanques controlan las calles[5]
- 1997: en China, Mongolia y Siberia oriental, los observadores disfrutan de una inusual doble función, ya que un eclipse permite ver el cometa Hale-Bopp durante el día.
- 1999: en Chile se funda el club de fútbol Deportes Copiapó.
- 2002: en Jerusalén, un terrorista palestino hace estallar una bomba que llevaba adosada a su cuerpo; mata a 11 personas y hiere a 54 en un café.
- 2002: Courmayeur-Italia/Chamonix-Francia: tras tres años de largas obras, se reabre el Túnel del Mont Blanc, que había permanecido cerrado desde el 24 de marzo de 1999 debido al grave incendio que causó casi 38 víctimas.
- 2008: el primer Vehículo Automatizado de Transferencia operado por la Agencia Espacial Europea (ESA) a la Estación Espacial Internacional, llamado ATV‑001 Jules Verne, es lanzado desde Kourou en la Guayana Francesa.
- 2008: en las elecciones generales celebradas en España gana el PSOE por lo que es reelegido presidente de Gobierno, José Luis Rodríguez Zapatero. Resultado final de las elecciones en escaños; PSOE: 169, PP: 154 y otros: 27.
- 2011: el transbordador espacial Discovery realiza su aterrizaje final después de 39 vuelos.
- 2012: entra en vigor una tregua entre el gobierno salvadoreño y las pandillas del país cuando 30 líderes de pandillas son transferidos a prisiones de menor seguridad.
- 2014: segunda vuelta de las elecciones presidenciales en El Salvador.
- 2015: en la provincia de La Rioja, a 1300 km al noroeste de Buenos Aires (Argentina) sucede el accidente aéreo de Villa Castelli: mueren diez personas al chocar en el aire dos helicópteros Eurocopter AS350 Ecureuil mientras filmaban el programa de televisión francés de supervivencia Dropped. Entre las víctimas había varios deportistas de élite franceses, como la nadadora Camille Muffat, el boxeador Alexis Vastine y la regatista Florence Arthaud.
- 2016: desde el sudeste asiático y Australia se puede apreciar un eclipse total de Sol.
- 2016: AlphaGo es el primer software capaz de ganar contra un campeón humano del juego go (el coreano Lee Se-dol), sin handicap y en un tablero de tamaño estándar (AlphaGo contra Lee Se-dol).
- 2018: tras 66 años de publicación ininterrumpida, se publica el último ejemplar en papel del semanario musical británico NME, posteriormente reconvertido en revista en Internet.
- 2020: en México se realiza el paro nacional de mujeres para concienciar sobre los feminicidios y la violencia a la mujer.
- 2020: en Italia ―en el marco de la pandemia de covid‑19―, el primer ministro Giuseppe Conte anuncia en un discurso televisado que impone el primer confinamiento nacional por el coronavirus en el mundo.
- 2023: en el barrio Alsterdorf de Hamburgo (Alemania), un tiroteo mata a ocho personas y hiere a otras ocho.

## Nacimientos
- 1190: Pedro González Telmo, sacerdote católico español (f. 1246).
- 1213: Hugo IV de Borgoña, aristócrata («duque de Borgoña») francés (f. 1272).
- 1285: Go-Nijō, aristócrata («emperador») japonés (f. 1308).
- 1291: Cangrande della Scala, aristócrata italiano (f. 1329).
- 1421: Francesco Sassetti, banquero italiano (f. 1490).
- 1454: Américo Vespucio, cartógrafo, explorador y navegante italiano (f. 1512), homónimo de las Américas.
- 1486: Filippo de Nerli, historiador italiano (f. 1557).
- 1488: Girolamo della Robbia, ceramista italiano (f. 1566).
- 1502: Margherita Antoniazzi, monja italiana (f. 1565).
- 1522: Juan de Castellanos, sacerdote, poeta y cronista español (f. 1607).
- 1533: Esteban de Garibay, historiador y genealogista español (f. 1599).
- 1534: José de Anchieta, religioso jesuita español (f. 1597), misionero en Brasil, canonizado por la Iglesia catuela.
- 1551: Alessandro Alberti, pintor italiano (f. 1596).
- 1554: Ascanio Persio, lingüista, humanista y erudito griego italiano (f. 1610).
- 1561: Wenceslao de Habsburgo, austriaco (f. 1578).
- 1564: David Fabricius, teólogo, cartógrafo y astrónomo alemán (f. 1617).

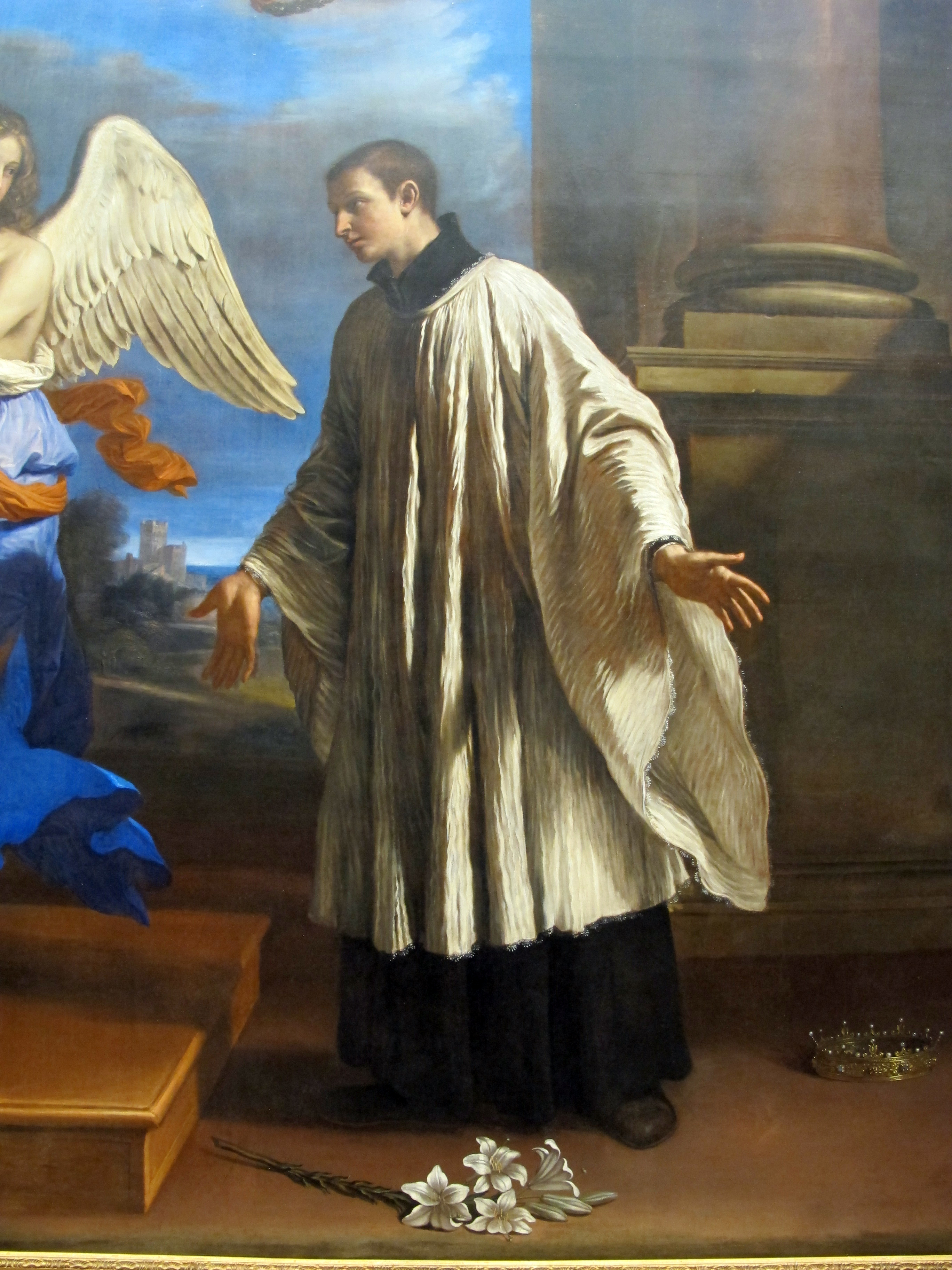
Luis Gonzaga.

- 1568: Luis Gonzaga, religioso jesuita italiano (f. 1591), homónimo de la Universidad Gonzaga; canonizado por la Iglesia católica.
- 1589: Baltasar Moscoso y Sandoval, cardenal español (f. 1665).
- 1625: Tommaso Amantini, yesero y ceramista italiano (f. 1675).
- 1627: Thomas Howard, aristócrata («5.º duque de Norfolk») inglés (f. 1677).
- 1629: Sebastiano Valfrè, sacerdote italiano (f. 1710).
- 1644: Cristina Federica de Württemberg, noble (f. 1674).
- 1651: Philipp Sigmund von Dietrichstein, noble y político austríaco (f. 1716).
- 1661: Curzio Origo, cardenal italiano (f. 1737).
- 1662: Franz Anton von Sporck, aristócrata y literato bohemio alemán (f. 1738).
- 1663: Sofía Augusta de Anhalt-Zerbst, aristócrata alemana (f. 1694).
- 1668: Augustin Coppens, pintor y grabador flamenco (f. 1740).
- 1671: Pietro Secondo Radicati de Cocconato y Celle, obispo católico y aristócrata italiano (f. 1729).
- 1673: Bartolomeo Pucci, obispo católico italiano (f. 1737).
- 1683: Bartolomeo Corsini, aristócrata, político y diplomático italiano (f. 1752).
- 1694: Giovanni Stefano Carbonelli, compositor italiano (f. 1772).
- 1695: Martín Sarmiento, religioso, ensayista, escritor y erudito benedictino español (f. 1772).
- 1697: Friederike Caroline Neuber, actriz teatral alemana (f. 1760).
- 1705: Tommaso Temanza, arquitecto, ingeniero hidráulico y escritor italiano (f. 1789).
- 1713: Pëtr Borisovič Šeremetev, oficial ruso (f. 1788).
- 1721: Carolina del Palatinado-Zweibrücken-Birkenfeld, aristócrata alemana (f. 1774).
- 1723: Giacomo Leonardis, grabador italiano (f. 1797).
- 1723: Teresa Eletta Rivetti, mística, escritora y monja cristiana italiana (f. 1790).
- 1731: Johann Andreas Schachtner, trompetista, violinista y libretista alemán (f. 1795).
- 1733: Lev Aleksandrovič Naryškin, aristócrata ruso (f. 1799).
- 1734: Francisco Bayeu, pintor español (f. 1795).
- 1737: Josef Mysliveček, violinista y compositor checo (f. 1781).
- 1742: Benedetto Solari, obispo católico italiano (f. 1814).
- 1749: Mirabeau (Honoré Gabriel Riquetí), aristócrata («conde de Mirabeau»), periodista, político, escritor y diplomático francés (f. 1791).
- 1750: Johann Friedrich August Tischbein, pintor alemán (f. 1812).
- 1750: Johann Friedrich August Tischbein, pintor alemán (f. 1812).
- 1751: Sébastien Gérardin, naturalista, ornitólogo y botánico francés (f. 1816).
- 1753: Jean Baptiste Kléber, general francés (f. 1800).
- 1756: Luisa de Sajonia-Gotha-Altenburgo, aristócrata alemana (f. 1808).
- 1758: Franz Joseph Gall, médico, neuroanatomista y fisiólogo alemán (f. 1828).
- 1759: Charles-Louis Huguet de Sémonville, político y diplomático francés (f. 1839).
- 1762: Luigi Canonica, arquitecto y urbanista suizo (f. 1844).
- 1762: Marija Alekseevna Senyavina, aristócrata rusa (f. 1822).
- 1763: William Cobbett, periodista, político y escritor británico-inglés (f. 1835).
- 1766: Ignacio Elizondo, general español (f. 1813).
- 1768: Enrique Luis de Nassau-Saarbrücken, príncipe alemán (f. 1797).
- 1769: Luigi Sacco, médico italiano (f. 1836).
- 1771: Henry Clinton, general y político británico (f. 1829).
- 1773: Urbano Del Drago Biscia Gentili, I Príncipe de Mazzano y Antuni, príncipe italiano (f. 1851).
- 1773: Isaac Hull, almirante estadounidense (f. 1843).
- 1774: Louis Say, empresario francés (f. 1840).
- 1775: Constance Mayer, pintora francesa (f. 1821).
- 1776: José de Habsburgo-Lorena, aristócrata y político austriaco (f. 1847).
- 1777: Aleksander Orłowski, pintor, litógrafo y grabador polaco (f. 1832).
- 1784: Alois Ugarte, político y aristócrata bohemio (f. 1845).
- 1791: Nicolas Levasseur, bajo francés (f. 1871).
- 1794: Emmanuel Bailly, religioso y periodista francés (f. 1861).
- 1795: Constant Douillard, arquitecto francés (f. 1878).
- 1800: Alexandre Glais-Bizoin, político francés (f. 1877).
- 1803: Hippolyte-Joseph Cuvelier, pintor francés (f. 1876).
- 1806: Edwin Forrest, actor y filántropo estadounidense (f. 1872).
- 1806: Pietro Marchelli, arquitecto italiano (f. 1874).
- 1809: Ferdinand Heine, naturalista alemán (f. 1894).
- 1809: Louis Meijer, pintor neerlandés (f. 1866).
- 1809: Bettino Ricasoli, aristócrata y político italiano (f. 1880).
- 1809: Francesco Salvolini, egiptólogo italiano (f. 1838).
- 1810: Johann Georg Kastner, compositor francés (f. 1867).
- 1811: Ernst Hähnel, escultor alemán (f. 1891).
- 1811: Jeanne Émilie de Villeneuve, monja francesa (f. 1854).
- 1812: Ludwig Franz Alexander Winther, patólogo y oftalmólogo alemán (f. 1871).
- 1813: Timofej Nikolaevič Granovskij, historiador ruso (f. 1855).
- 1814: John Evans, político y médico estadounidense (f. 1897).
- 1814: Taras Hryhorovyč Ševčenko, poeta, escritor y humanista ucraniano (f. 1861).
- 1814: Taras Shevchenko, poeta, dramaturgo y pintor ucraniano (f. 1861).
- 1815: David Davis, jurista y político estadounidense (f. 1886).
- 1817: Domenico Bellini, patriota italiano (f. 1889).
- 1817: Biagio Brasini, empresario italiano (f. 1899).
- 1817: Giuseppe Milesi Pironi Ferretti, cardenal italiano (f. 1873).
- 1817: Francisco del Rosario Sánchez, político dominicano (f. 1861).
- 1818: Ferdinand Joachimsthal, matemático alemán (f. 1861).
- 1820: Samuel Blatchford, abogado y jurista estadounidense (f. 1893).
- 1821: Napoleon Sarony, fotógrafo y litógrafo estadounidense (f. 1896).
- 1821: Adelaida de Schaumburg-Lippe, princesa (f. 1899).
- 1824: Leland Stanford, empresario y político estadounidense (f. 1893); fundó la Universidad Stanford.
- 1824: Pellegrino Tonini, sacerdote, numismático y arqueólogo italiano (f. 1884).
- 1825: Marija Michajlovna Romanova, aristócrata rusa (f. 1846).
- 1829: Leon Gouin, ingeniero, empresario y arqueólogo francés (f. 1888).
- 1829: Edward Orton, geólogo estadounidense (f. 1899).
- 1830: Manuel Silvela y de Le Vielleuze, abogado, escritor y político español (f. 1892).
- 1832: Angelo Baldassarri, patriota y militar italiano (f. 1864).
- 1836: Daniel Peter, artesano suizo (f. 1919).
- 1838: Ludwig Gumplowicz, sociólogo polaco (f. 1909).
- 1840: Henri Cazalis, poeta y médico francés (f. 1909).
- 1844: Giuseppe Fagnano, sacerdote y misionero italiano (f. 1916).
- 1845: Vincenzo Grossi, sacerdote italiano (f. 1917).
- 1845: Charles James Lyall, funcionario británico (f. 1920).
- 1845: Wilhelm Friedrich Philipp Pfeffer, botánico alemán (f. 1920).
- 1846: Emil Warburg, físico alemán (f. 1931).
- 1847: Francis Ogilvy-Grant, décimo conde de Seafield, aristócrata británico-escocés (f. 1888).
- 1847: Giacinto Guglielmi, político italiano (f. 1911).
- 1847: Martin Pierre Marsick, violinista, compositor y profesor belga (f. 1924).
- 1849: Robert Barrett Browning, pintor y escultor británico (f. 1912).
- 1849: Friedrich Erlenmeyer, psiquiatra alemán (f. 1926).
- 1849: Harry Jefferson, marinero británico (f. 1918).
- 1849: Ignazio Testasecca, empresario, político y filántropo italiano (f. 1929).
- 1850: Josias von Heeringen, general alemán (f. 1926).
- 1850: Alexandre Luigini, compositor y director de orquesta francés (f. 1906).
- 1850: Hamo Thornycroft, escultor y académico británico-inglés (f. 1925).
- 1851: Angelo Lanzoni, ingeniero y empresario italiano (f. 1919).
- 1853: Mario Michielli, compositor italiano.
- 1853: Nicholas Spit, obispo católico antiguo neerlandés (f. 1929).
- 1854: Francesco Matarazzo, empresario italiano (f. 1937).
- 1855: Warren Earp, pistolero estadounidense (f. 1900).
- 1855: Emilio Mauri, pintor venezolano (f. 1908).
- 1856: Eddie Foy, Sr., actor y bailarín estadounidense (f. 1928).
- 1856: Edward Goodrich Acheson, inventor y químico estadounidense (f. 1931).
- 1856: Jules-Albert De Dion, inventor, empresario y político francés (f. 1946).
- 1858: Eugenio Ficalbi, zoólogo y entomólogo italiano (f. 1922).
- 1859: Peter Altenberg, escritor, poeta y aforista austríaco (f. 1919).
- 1859: Jakob Hamburger, fisiólogo neerlandés (f. 1924).
- 1861: Ursmer Berlière, teólogo belga (f. 1932).
- 1861: Giuseppe Casciaro, pintor italiano (f. 1941).
- 1861: Feodor Yulievich Levinson-Lessing, geólogo ruso (f. 1939).
- 1862: Carl H. Eigenmann, ictólogo estadounidense (f. 1927).
- 1862: Eduard Lebiedzki, pintor austríaco (f. 1915).
- 1862: Nikolaj Kornil'evič Pimonenko, pintor ucraniano (f. 1912).
- 1862: Georges-Fernand Widal, médico y bacteriólogo francés (f. 1929).
- 1863: Mary Harris Armor, sufragista estadounidense (f. 1950).
- 1865: João Simões Lopes Neto, escritor y folclorista brasileño (f. 1916).
- 1866: Robert Engels, pintor, grabador e ilustrador alemán (f. 1926).
- 1868: Edgardo Cassani, clarinetista, director y compositor italiano (f. 1936).
- 1869: Angiolo Cabrini, sindicalista, político y periodista italiano (f. 1937).
- 1869: William Grebe, esgrimista estadounidense (f. 1960).
- 1869: Luigi Mozzani, lutier, violero, guitarrista y compositor italiano (f. 1943).
- 1869: Paul Maurice Pallary, zoólogo francés (f. 1942).
- 1869: Leslie T. Peacocke, guionista, director y actor estadounidense (n. 1941).
- 1871: Antonino Grimaldi di Serravalle, político y militar italiano (f. 1956).
- 1871: Granville Redmond, pintor y actor estadounidense (f. 1935).
- 1872: Ella Ewing, estadounidense (f. 1913).
- 1874: John Duncan Fergusson, artista británico (f. 1961).
- 1874: Vilis Plūdons, poeta letón (f. 1940).
- 1874: Mansueto Pometta, político suizo (f. 1962).
- 1875: Donald Mennie, empresario y fotógrafo británico-escocés (f. 1944).
- 1875: Evelyn Sears, tenista estadounidense (f. 1966).
- 1875: Juan de Dios Martínez, político ecuatoriano (f. 1955).
- 1877: Emil Abderhalden, bioquímico suizo (f. 1950).
- 1877: Stu Stickney, golfista estadounidense (f. 1932).
- 1879: David Landau, actor estadounidense (f. 1935).
- 1879: Agnes Miegel, escritora, poeta y periodista alemana (f. 1964).
- 1879: Carlo Tresca, sindicalista, periodista, anarquista y editor italiano (f. 1943).
- 1880: Terry McGovern, boxeador estadounidense (f. 1918).
- 1880: Terenzio Tocci, político albanés (f. 1945).
- 1881: Ernest Bevin, político y sindicalista británico (f. 1951)
- 1881: José P. Laurel, político filipino, presidente de Filipinas (1943-1945) (f. 1959).
- 1882: Lucien Marius Gustave Cayol, almirante francés (f. 1975).
- 1882: Tito Marrone, poeta y dramaturgo italiano (f. 1967).
- 1883: Ferdinando Chiapirone, futbolista italiano (f. 1936).
- 1883: Nicola Ciletti, pintor italiano (f. 1967).
- 1883: Walter Forstmann, militar alemán (f. 1973).
- 1883: Umberto Saba, poeta y escritor italiano (f. 1957).
- 1883: Ubaldo Scanagatta, general italiano (f. 1940).
- 1884: Giacomo Cireni, artista de circo italiano (f. 1956).
- 1884: Carl Holmberg, gimnasta sueco (f. 1909).
- 1884: Ralph Morgan, director deportivo estadounidense (f. 1965).
- 1885: Ladislaus Dlabac, futbolista austríaco.
- 1886: Joe Bordeaux, actor estadounidense (f. 1950).
- 1886: Ken Edwards, golfista estadounidense (f. 1952).
- 1886: Werner Kempf, general alemán (f. 1964).
- 1887: Henri Bédarida, italianista, crítico literario y ensayista francés (f. 1957).
- 1887: Fritz Lenz, genetista y médico alemán (f. 1976).
- 1887: Henri Moigneu, futbolista francés (f. 1937).
- 1887: Allan Sears, actor estadounidense (f. 1942).
- 1888: Carlo Azimonti, periodista y sindicalista italiano (f. 1958).
- 1888: Giustiniano Bellavitis, militar y futbolista italiano (f. 1944).
- 1888: Francesco Buttafuoco, general italiano (f. 1969).
- 1888: Francesco Costa, futbolista italiano (f. 1927).
- 1888: Béatrix Dussane, actriz francesa (f. 1969).
- 1888: Raquel Meller, cantante y actriz española (f. 1962).
- 1888: Nemika Sultan, princesa otomana (f. 1969).
- 1888: André Favory, pintor e ilustrador francés (f. 1937).
- 1888: Virgilio Ferrari, médico y político italiano (f. 1975).
- 1888: Haniel Long, poeta y escritor estadounidense (f. 1956).
- 1888: Raquel Meller, cantante y actriz española (f. 1962).
- 1889: Grigorij Yakovlevič Levenfiš, ajedrecista soviético (f. 1961).
- 1889: Siegfried Marck, filósofo y político alemán (f. 1957).
- 1890: Rupert Balfe, futbolista y teniente australiano (f. 1915).

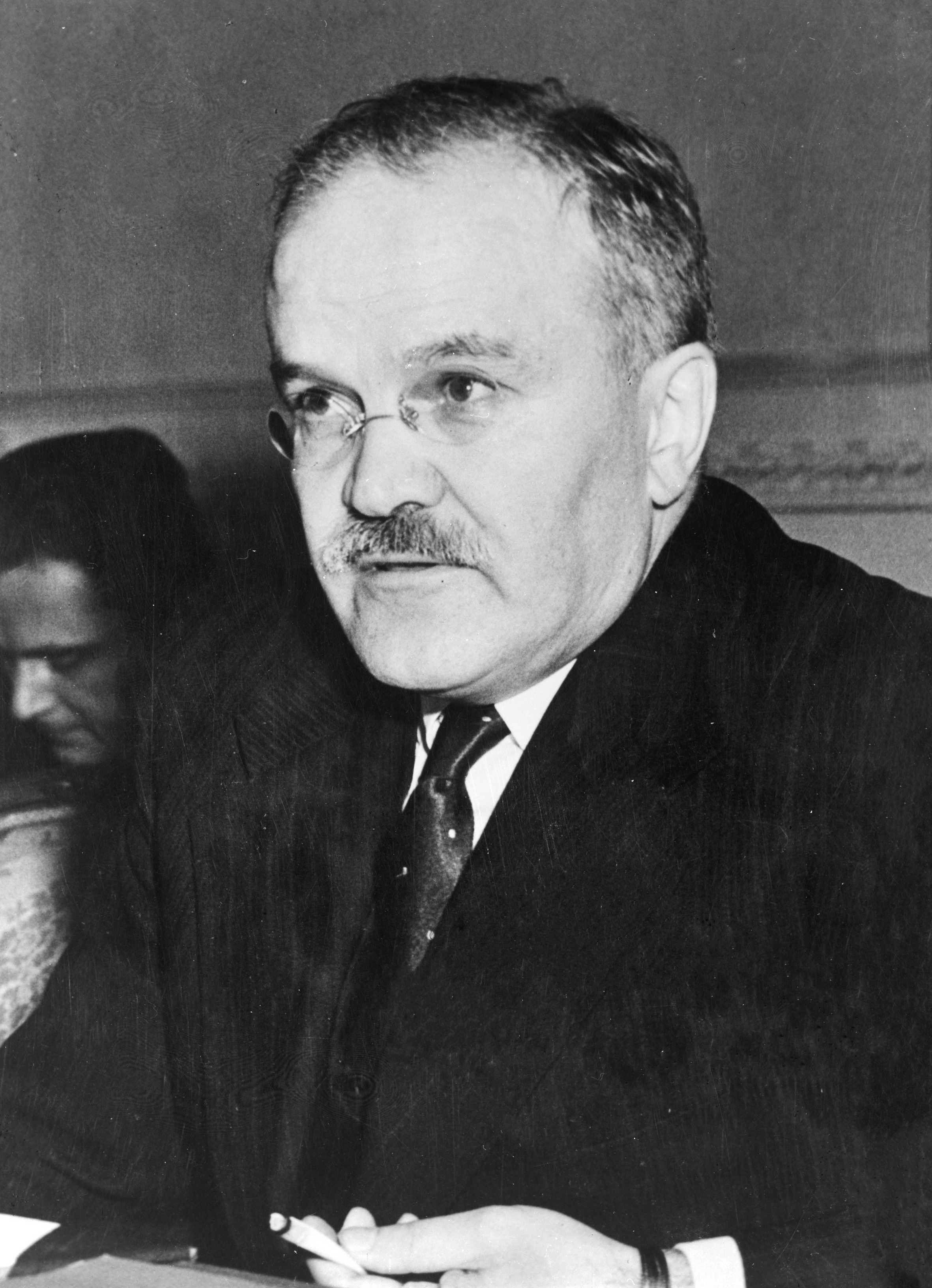
Viacheslav Mólotov.

- 1890: Viacheslav Mólotov, político, diplomático y revolucionario soviético-ruso, ministro de Asuntos Exteriores (f. 1986).
- 1890: Juris Rēdlihs, entrenador de fútbol y árbitro letón (f. 1971).
- 1890: Paolo Toffanin, abogado italiano (f. 1971).
- 1891: Eden Fumagalli, empresario italiano (f. 1971).
- 1891: Kurt Latte, filólogo clásico alemán (f. 1964).
- 1891: José P. Laurel, abogado, político y juez filipino (f. 1959), presidente de Filipinas.
- 1891: Francis Pegahmagabow, militar, político y activista nativo americano (f. 1952).
- 1892: Italo Casini, bobsledder italiano (f. 1937).
- 1892: David Garnett, escritor y editor británico (f. 1981).
- 1892: Gustav Holm, futbolista noruego (f. 1971).
- 1892: Walter Miller, actor estadounidense (f. 1940).
- 1892: Georges Pelletier-Doisy, general y aviador francés (f. 1953).
- 1892: Frank Puglia, actor italiano (f. 1975).
- 1892: Mátyás Rákosi, político húngaro (f. 1971).
- 1892: Vita Sackville-West, poetisa, novelista, jardinera y botánica británico-inglesa (f. 1962).
- 1892: Josef Weinheber, poeta austríaco (f. 1945).
- 1893: Claude France, actriz francesa (f. 1928).
- 1893: Roberto Fronte, futbolista italiano.
- 1893: Hans Münch, director de orquesta, compositor y violonchelista francés (f. 1983).
- 1894: Aage Brix, futbolista estadounidense (n. 1963).
- 1894: Giovanni Inghilleri, barítono italiano (f. 1959).
- 1894: Giovanni Panza, pintor italiano (f. 1989).
- 1895: Carlo Castelnuovo delle Lanze, militar italiano (f. 1917).
- 1895: William C. Chase, general estadounidense (f. 1986).
- 1895: Wallace Fox, director estadounidense (f. 1958).
- 1895: Albert Göring, empresario, ingeniero y filántropo alemán (f. 1966).
- 1895: Ruggero Romano, político italiano (f. 1945).
- 1896: Charles Krüger, futbolista luxemburgués (f. 1990).
- 1896: Umberto Tommasini, anarquista italiano (f. 1980).
- 1897: Hilliard Brooke Bell, aviador canadiense (n. 1960).
- 1897: Ottorino Marcolini, sacerdote italiano (f. 1978).
- 1897: Song Junfu, entrenador de baloncesto chino (f. 1977).
- 1898: Antonio Costa, monje y sacerdote cristiano italiano (f. 1944).
- 1898: Tudor Collins, fotógrafo neozelandés (f. 1970).
- 1898: Bobby Vernon, actor estadounidense (f. 1939).
- 1899: Jules Dewaquez, futbolista francés (f. 1971).
- 1899: Giuseppe Antonio Ferretto, cardenal italiano (f. 1973).
- 1900: Howard H. Aiken, ingeniero estadounidense (f. 1973).
- 1900: Arnaldo Bartoli, pintor italiano (f. 1993).
- 1900: Otto Maria Carpeaux, ensayista, crítico literario y periodista austríaco nacionalizado brasileño (f. 1978).
- 1900: Marisa Mori, pintora italiana (f. 1985).
- 1900: Ermenegildo Negri, futbolista y entrenador de fútbol italiano.
- 1900: Loren Ryder, artista de efectos especiales estadounidense (f. 1985).
- 1900: Aimone de Saboya-Aosta, militar y almirante italiano (f. 1948).
- 1900: Tomislav II, duque croata (f. 1948).
- 1900: Sidney Webster, aviador y militar británico (f. 1984).
- 1901: Modesto Denis, futbolista paraguayo (f. 1956).
- 1901: Joachim Hämmerling, biólogo danés (f. 1980).
- 1902: Luis Barragán, arquitecto e ingeniero mexicano (f. 1988).
- 1902: Will Geer, actor y activista estadounidense (f. 1978).
- 1902: Ludwig Landgrebe, filósofo austríaco (f. 1991).
- 1902: Elio Migliorini, geógrafo y esperantista italiano (f. 1988).
- 1902: Carlo Zamporlini, futbolista italiano (f. 1996).
- 1903: Mirko Bonačić, futbolista yugoslavo (f. 1989).
- 1903: Rezső Emődi, futbolista húngaro (f. 1976).
- 1903: José María García Lahiguera, arzobispo católico español (f. 1989).
- 1903: Fraňo Kráľ, poeta y escritor eslovaco (f. 1955).
- 1903: Ville Mattila, esquiador de fondo y patrullero militar finlandés (f. 1987).
- 1903: Albert Gregory Meyer, cardenal y arzobispo católico estadounidense (f. 1965).
- 1903: Hertha Wambacher, física austríaca (f. 1950).
- 1903: Georgia White, cantante estadounidense (f. 1980).
- 1904: Gerald Abraham, musicólogo británico (f. 1988).
- 1904: Tulio Botero Salazar, arzobispo católico colombiano (f. 1981).
- 1904: Amato Gastaldi, entrenador de fútbol y futbolista italiano (f. 1981).
- 1904: A. H. M. Jones, historiador británico (f. 1970).
- 1904: Paul Wilbur Klipsch, militar e ingeniero estadounidense, fundó Klipsch Audio Technologies (f. 2002).
- 1904: Silvio Pietroboni, futbolista italiano (f. 1987).
- 1904: Cristiano Ridomi, periodista y escritor italiano (f. 1969).
- 1905: Ugo Guandalini, editor y escritor italiano (f. 1971).
- 1905: Félix Labisse, pintor francés (f. 1982).
- 1905: Héctor Lucchetti, esgrimista argentino.
- 1905: Elio Steiner, actor italiano (f. 1965).
- 1905: Rex Warner, escritor y traductor británico (f. 1986).
- 1906: Vincenzo D'Angelo, pintor, poeta y escritor italiano (f. 1984).
- 1906: Plácido Galindo, futbolista peruano (f. 1988).
- 1906: Dušan Marković, futbolista yugoslavo (f. 1974).
- 1906: Sidney Meyers, director de cine, editor y músico estadounidense (f. 1969).
- 1906: David Smith, escultor estadounidense (f. 1965).
- 1906: Horst von Usedom, general alemán (f. 1970).
- 1907: Juan Carlos Ceriani, maestro uruguayo (f. 1996).
- 1907: Guido Duo, futbolista y entrenador de fútbol italiano (f. 1979).
- 1907: Mircea Eliade, filósofo y novelista rumano (f. 1986).
- 1907: Baldur von Schirach, político y militar alemán (f. 1974).
- 1908: Francesco Camusso, ciclista de carretera italiano (f. 1995).
- 1908: Alexandru Frim, bobsledder rumano (f. 1985).
- 1908: Leonid Kmit, actor soviético (f. 1982).
- 1908: Israel Krupp, futbolista noruego (f. 1991).
- 1908: Paul Magès, técnico automovilístico e inventor francés (f. 1999).
- 1908: Novalyne Price Ellis, profesora y escritora estadounidense (f. 1999).
- 1908: Sep Ruf, arquitecto alemán (f. 1982).
- 1908: Leonardo Sinisgalli, poeta, ensayista y crítico de arte italiano (f. 1981).
- 1909: Obafemi Awolowo, político nigeriano (f. 1987).
- 1909: Agostino Bertolotto, futbolista y entrenador de fútbol italiano.
- 1909: Camillo Erba, ciclista de carretera italiano (f. 1961).
- 1909: Rodolphe Hiden, entrenador y jugador de fútbol austríaco (f. 1973).
- 1909: Franco Magnani, general italiano (f. 1965).
- 1910: Samuel Barber, pianista y compositor estadounidense (f. 1981).
- 1910: William C. Gault, escritor estadounidense (f. 1995).
- 1910: Eduard Hoornik, escritor neerlandés (f. 1970).
- 1910: Pierino Luraghi, futbolista italiano.
- 1910: José Ignacio Palma, político chileno (f. 1988).
- 1910: S. Sylvan Simon, director estadounidense (f. 1951).
- 1911: Bruno Conti, militar y partisano italiano (f. 1943).
- 1911: Rate Furlan, actor, guionista y director italiano (f. 1989).
- 1911: John Lounsbery, dibujante, director y animador estadounidense (f. 1976).
- 1911: Clara Rockmore, violinista clásica y tereminista estadounidense (f. 1998).
- 1912: Chantal Chaudé de Silans, ajedrecista francesa (f. 2001).
- 1912: Vittorio Felisati, pintor italiano (f. 2004).
- 1912: Jacques de Vendeuvre, militar y aviador francés (f. 1940).
- 1912: Stanley Gerald Thompson, químico estadounidense (f. 1976).
- 1913: Attilio Bulgheri, futbolista italiano (f. 1995).
- 1913: Ed Mullen, jugador y entrenador de baloncesto estadounidense (f. 1988).
- 1913: Remo Teglia, médico y escritor italiano (f. 1975).
- 1914: Aldo Casalinuovo, abogado, jurista y político italiano (f. 2000).
- 1914: Alfredo Chighine, pintor y escultor italiano (f. 1974).
- 1914: Enrico Coturri, médico e historiador italiano (f. 1999).
- 1914: Aleksandr Feklisov, agente secreto soviético (f. 2007).
- 1914: Edward Grierson, escritor británico (f. 1975).
- 1914: Arnaldo Tagliatti, boxeador y actor italiano (f. 1992).
- 1915: Mario Brandimarte, futbolista italiano.
- 1915: Angelo Bredo, futbolista italiano (f. 1978).
- 1915: Johnnie Johnson, mariscal del aire y piloto británico-inglés (f. 2001).
- 1915: Felice Leonardo, obispo católico italiano (f. 2015).
- 1915: Sergei Aleksandrovič Solov'ëv, futbolista, entrenador de fútbol y jugador de hockey sobre hielo soviético (f. 1967).
- 1916: Attilio Firpo, partisano italiano (f. 1945).
- 1916: Carles Fontserè, anarquista español (f. 2007).
- 1916: Klavdia Necháieva, aviadora militar soviética (f. 1942).
- 1916: Puey Ungpakorn, economista tailandés (f. 1999).
- 1917: Dante Fascell, político estadounidense (f. 1998).
- 1917: Francesco Ferrero, militar italiano (f. 1943).
- 1917: Algirdas Julien Greimas, lingüista y semiólogo lituano (f. 1992).
- 1917: Luigi Gullo, político italiano (f. 1998).
- 1917: Seizaburō Yoshii, jugador de baloncesto japonés (f. 1947).
- 1918: Marguerite Chapman, actriz estadounidense (f. 1999).
- 1918: Vance Colvig, actor, compositor y actor de voz estadounidense (f. 1991).
- 1918: Cristoforo Moscioni Negri, escritor italiano (f. 2000).
- 1918: George Lincoln Rockwell, marinero y político estadounidense, fundador del Partido Nazi de Estados Unidos (f. 1967).
- 1918: Mickey Spillane, dibujante, escritor, novelista policial y guionista estadounidense (f. 2006).
- 1919: Carlo Grillo, escritor, poeta y matemático italiano (f. 1990).
- 1919: Ralph Miller, entrenador de baloncesto estadounidense (f. 2001).
- 1919: Lola Müthel, actriz alemana (f. 2011).
- 1920: Piet Biesiadecki, bobsledder estadounidense (f. 2000).
- 1920: Dario Ciccone, futbolista y entrenador de fútbol italiano (f. 2008).
- 1920: Francesco Locatelli, ciclista de carretera italiano (f. 1978).
- 1920: Franjo Mihalić, corredor (de maratón y media distancia) y entrenador yugoslavo croata-serbio (f. 2015).
- 1921: Carl Betz, actor estadounidense (f. 1978).
- 1922: Aldo Cucinelli, político italiano (f. 1996).
- 1922: Herb Douglas, saltador de longitud estadounidense (f. 2023).
- 1922: Vittorio Frosini, jurista y filósofo italiano (f. 2001).
- 1922: Giorgio Paglia, patriota, partisano y antifascista italiano (f. 1944).
- 1922: Felice Schragenheim, antifascista alemán (f. 1944).
- 1922: Ian Turbott, diplomático y administrador universitario neozelandés-australiano (f. 2016).
- 1923: James L. Buckley, abogado, juez y político estadounidense (f. 2023).
- 1923: Luigi Callegari, militar y partisano italiano (f. 1944).
- 1923: Fielder Cook, director, productor de televisión y guionista estadounidense (f. 2003).
- 1923: André Courrèges, diseñador de moda francés (f. 2016).
- 1923: Walter Kohn, físico, académico y científico austríaco expatriado en Estados Unidos, premio nobel de química en 1998 (f. 2016).
- 1923: Walter Kohn, físico austriaco (f. 2016).
- 1923: Augusto Magli, futbolista italiano (f. 1998).
- 1923: Efrem Milanese, futbolista italiano (f. 2011).
- 1923: Eustace Mullins, escritor y ensayista estadounidense (f. 2010).
- 1923: Nicola Zaccaria, bajo griego (f. 2007).
- 1924: Aristide Alafouzos, empresario y armador griego (f. 2017).
- 1924: Tom King, jugador de baloncesto estadounidense (f. 2015).
- 1924: Bob Mulvihill, jugador de baloncesto estadounidense (f. 2016).
- 1924: Gian Battista Opisso, futbolista y entrenador de fútbol italiano (f. 1993).
- 1924: Luciano Romagnoli, político, partisano y sindicalista italiano (f. 1966).
- 1924: Ben Schadler, jugador de baloncesto estadounidense (f. 2015).
- 1924: Giuseppe Vari, director y montador italiano (f. 1993).
- 1924: Franz Zigon, jugador de waterpolo austríaco (f. 2023).
- 1925: Silvio Cirielli, político italiano (f. 1987).
- 1925: Mahmoud Fayad, levantador de pesas egipcio (f. 2002).
- 1925: Åke Johansson, actor y periodista sueco (f. 2015).
- 1925: Jack Smight, director y actor estadounidense (f. 2003).
- 1925: Mario Villa, futbolista italiano.
- 1926: Joe Franklin, presentador de radio y televisión estadounidense (f. 2015).
- 1926: Celso Garrido Lecca, compositor peruano.
- 1926: Nicola Lapenta, político y abogado italiano (f. 2018).
- 1926: Celso Garrido Lecca, compositor peruano.
- 1927: Richie Ashburn, jugador de béisbol estadounidense (f. 1997).
- 1927: Jaime de Armiñán, director, guionista, escritor y dramaturgo español (f. 2024).
- 1927: Jackie Jensen, jugadora de béisbol estadounidense (f. 1982).
- 1928: Franco Aureggi, ciclista de carretera italiano (f. 2004).
- 1928: Gino Biasi, arquitecto, pintor y escultor italiano (f. 1967).
- 1928: Jacqueline Biny, jugadora de baloncesto francesa (f. 2008).
- 1928: Gerald Bull, ingeniero y académico canadiense-estadounidense (f. 1990).
- 1928: Gerardo Coque, futbolista y entrenador de fútbol español (f. 2006).
- 1928: Tatsumi Hijikata, coreógrafo japonés (f. 1986).
- 1928: Antonio Molina, actor, bailarín y cantante español de copla y flamenco (f. 1992), progenitor de la familia Molina.
- 1928: Francisco Rivera, atleta puertorriqueño (f. 2013).
- 1928: Keely Smith, actriz y cantante estadounidense (f. 2017).
- 1929: Desmond Hoyte, médico, abogado y político guyanés, presidente de Guyana entre 1985 y 1992 (f. 2002).
- 1929: Walter Monfrinotti, jugador de hockey sobre patines italiano (f. 1997).
- 1929: Lucien Morisse, productor discográfico francés (f. 1970).
- 1929: Zillur Rahman, político bangladesí, 19.º presidente de Bangladés entre 2009 y 2013 (f. 2013).
- 1929: Dario Seratoni, futbolista italiano (f. 2012).
- 1929: Marilyn Silverstone, fotoperiodista inglesa (f. 1999).
- 1930: Ornette Coleman, saxofonista, violinista, trompetista y compositor estadounidense de jazz (f. 2015).
- 1930: Taina Elg, bailarina y actriz finlandesa.
- 1930: Stephen Fumio Hamao, cardenal y arzobispo católico japonés (f. 2007).
- 1930: Afanasij Kočetkov, actor soviético (f. 2004).
- 1930: Thomas Schippers, director de orquesta estadounidense (f. 1977).
- 1930: Antonio Zani, futbolista italiano (f. 2017).
- 1931: Francesca Colombini Cinelli, directora de una empresa italiana (f. 2022).
- 1931: Franco Colombo, periodista y gestor público italiano (f. 2002).
- 1931: Roy Eugene Davis, ensayista estadounidense (f. 2019).
- 1931: Rogelio Domínguez, futbolista y director técnico de fútbol argentino (f. 2004).

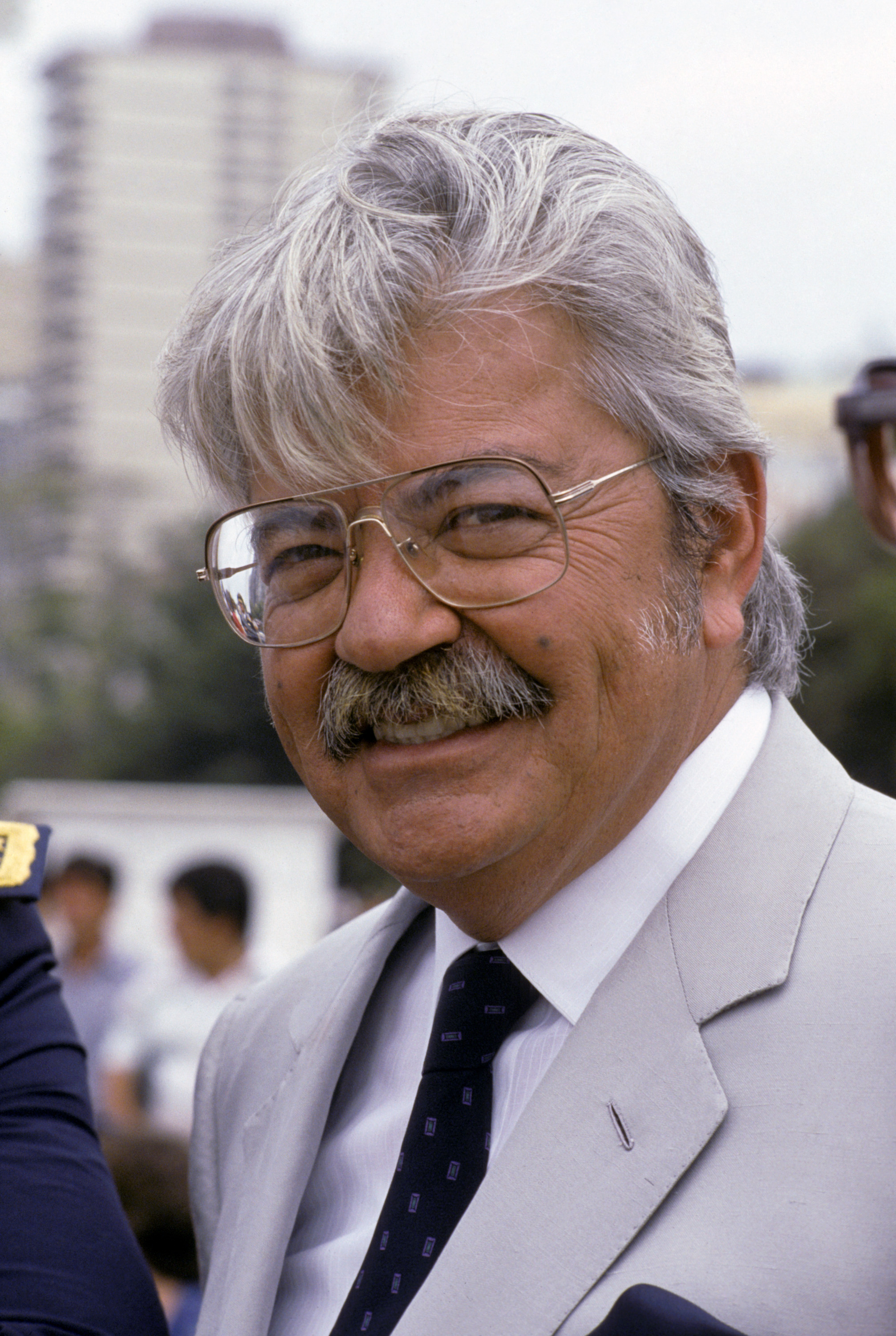
León Febres-Cordero Ribadeneyra.

- 1931: León Febres-Cordero Ribadeneyra, político ecuatoriano, presidente del Ecuador entre 1984 y 1988 (f. 2008).
- 1931: Martin Harwit, astrónomo estadounidense.
- 1931: Jackie Healy-Rae, política irlandesa (f. 2014).
- 1931: Marcel Heyninck, jugador de waterpolo belga (f. 2013).
- 1931: Masahiro Shinoda, cineasta y guionista japonés.
- 1931: Gilles Perrault, escritor y periodista francés (f. 2023).
- 1932: Qayyum Chowdhury, pintor y académico bangladesí (f. 2014).
- 1932: Mario Cocco, futbolista italiano.
- 1932: Walter Mercado, astrólogo puertorriqueño (f. 2019).
- 1932: Ermanno Righetto, futbolista italiano.
- 1932: Aristeidīs Roumpanīs, jugador de baloncesto y lanzador de jabalina griego (f. 2018).
- 1932: Bobby Seith, jugador y entrenador de fútbol británico-escocés.
- 1933: Josefina Bilbao, política chilena.
- 1933: Artt Frank, baterista de jazz y biógrafo estadounidense (f. 2024).
- 1933: Gabriel Mas, ciclista de ruta español.
- 1933: Ennio Pintacuda, jesuita, sociólogo y activista italiano (f. 2005).
- 1933: Lloyd Price, cantautor estadounidense de R&B (f. 2021).
- 1933: Arthur Rowley, futbolista británico-inglés (f. 2014).
- 1933: David Weatherall, médico, genetista y académico británico-inglés (f. 2018).
- 1934: Angelo Bortolon, futbolista italiano.
- 1934: Raúl Calviño, locutor argentino (f. 2001).
- 1934: Del Close, actor estadounidense (f. 1999).
- 1934: Yuri Gagarin, coronel, piloto y cosmonauta soviético-ruso (f. 1968); primer ser humano en el espacio.
- 1934: Milan Muškatirović, jugador de waterpolo yugoslavo (f. 1993).
- 1934: Mario Sarcinelli, economista, banquero y gestor público italiano.
- 1934: Joyce Van Patten, actriz estadounidense.
- 1935: Frank Burgess, jugador de baloncesto y juez estadounidense (f. 2010).
- 1935: John Dacyshyn, jugador de baloncesto canadiense.
- 1935: Pino Iacino, político italiano (f. 2024).
- 1935: Franco Mura, político italiano (f. 2023).
- 1935: Gianluigi Negri, futbolista italiano (f. 1992).
- 1935: Andrew Viterbi, ingeniero electrónico y empresario estadounidense, cofundador de Qualcomm Inc.
- 1936: Robert Barry, artista estadounidense.
- 1936: Lídia Dömölky-Sákovics, esgrimista húngara.
- 1936: Mickey Gilley, cantautor y pianista estadounidense (f. 2022).
- 1936: Marty Ingels, actor y comediante estadounidense (f. 2015).
- 1936: Dina Merhav, escultora israelí (f. 2022).
- 1936: Elina Salo, actriz finlandesa.
- 1937: Carlo Bini, tenor italiano (f. 2021).
- 1937: Azio Corghi, compositor y musicólogo italiano (f. 2022).
- 1937: Diana de Feo, periodista y política italiana (f. 2021).
- 1937: Tor Kamata, luchador estadounidense (f. 2007).
- 1937: Bernard Landry, abogado y político canadiense, primer ministro de Quebec (f. 2018).
- 1937: Harry Neale, jugador de hockey sobre hielo, entrenador y comentarista deportivo canadiense.
- 1937: Brian Redman, piloto de carreras británico-inglés.
- 1938: Umberto Allemandi, editor italiano.
- 1938: Joseph Carrara, ciclista de carretera francés (f. 2024).
- 1938: Claudia Corradini, política italiana.
- 1938: Federico De Leonardis, artista italiano.
- 1938: Franco Gianesello, futbolista italiano.
- 1938: Lill-Babs, cantante sueca (f. 2018).
- 1938: Leonhard Nagenrauft, piloto de trineo de Alemania Occidental (f. 2017).
- 1938: Harry Obeney, jugador y entrenador británico-inglés de fútbol.
- 1938: Ryszard Parulski, esgrimista polaco (f. 2017).
- 1938: Charles Siebert, actor estadounidense (f. 2022).
- 1938: Giuseppe Tonucci, ciclista de carretera italiano (f. 1988).
- 1938: Bobby Walden, jugador de fútbol americano (f. 2018).
- 1939: Malcolm Bricklin, empresario estadounidense, fundador de Bricklin and Yugo.
- 1939: Jean-Pierre Chevènement, político francés.
- 1939: Niklas Frank, escritor y periodista alemán.
- 1939: Adriana Giuffrè, actriz italiana (f. 2023).
- 1939: Eugene Lee, escenógrafo estadounidense (f. 2023).
- 1939: Sergio Mauri, cantante italiano.
- 1939: Rolando Mosca Moschini, general italiano.
- 1939: Alexis Ponnet, árbitro de fútbol belga.
- 1939: Dario Robbiani, periodista, escritor y político suizo (f. 2009).
- 1939: Elena Zaniboni, arpista italiana.
- 1940: Jean-Jacques Debout, cantautor y compositor francés.
- 1940: Raúl Juliá, actor puertorriqueño (f. 1994).
- 1940: Hans-Dieter Niedlich, jugador y entrenador de baloncesto alemán (f. 2019).
- 1940: Władysław Nikiciuk, lanzador de jabalina polaco.
- 1940: Salvatore Novembre, obrero italiano (f. 1960).
- 1940: Dénes Pócsik, jugador de waterpolo húngaro (f. 2004).
- 1940: Orazio Rancati, entrenador de fútbol y futbolista italiano (f. 2023).
- 1940: Umberto Ratti, futbolista italiano.
- 1940: Wanda Soprani, gimnasta italiana.
- 1940: Tatyana Sorokina, jugadora de baloncesto soviética.
- 1941: Walter Albini, estilista italiano (f. 1983).
- 1941: Jim Colbert, golfista estadounidense.
- 1941: Paolo Curto, fotógrafo italiano.
- 1941: Andy Lochhead, futbolista británico-escocés (f. 2022).
- 1941: Manuel Galiana, actor español.
- 1941: Antonio Gasalla, actor cómico argentino.
- 1941: Ernesto Miranda, criminal estadounidense (f. 1976).
- 1941: Tsutomu Shibayama, director, guionista y animador japonés.
- 1941: Malcolm Smith, piloto de motos canadiense (f. 2024).
- 1941: Hans Stimmann, arquitecto y urbanista alemán.
- 1941: Trish Van Devere, actriz estadounidense.
- 1942: Jim Beach, mánager, productor de televisión y productor discográfico británico, abogado de la banda Queen.
- 1942: John Cale, músico, multiinstrumentista, compositor, cantante, letrista y productor discográfico británico-galés, de la banda The Velvet Underground.
- 1942: Ion Caramitru, actor, director de teatro y político rumano (f. 2021).
- 1942: Robert M. Carter, geólogo y paleontólogo británico (f. 2016).
- 1942: Ștefan Haukler, esgrimista rumano (f. 2006).
- 1942: Mark Lindsay, cantautor, saxofonista y productor estadounidense.
- 1942: Roberto Vezzani, levantador de pesas italiano.
- 1943: Francesco Bruni, lingüista italiano, historiador de la literatura e italianista.
- 1943: Mike Ferguson, entrenador y jugador de fútbol británico-inglés (f. 2019).
- 1943: Bobby Fischer, ajedrecista estadounidense (f. 2008).
- 1943: Charles Gibson, periodista estadounidense.
- 1943: Bill Hodges, entrenador de baloncesto estadounidense.
- 1943: Gianpaolo Incerti, futbolista italiano.
- 1943: David Matthews, compositor británico.
- 1943: Jef Raskin, programador estadounidense (f. 2005).
- 1943: Emanuele Sanna, político italiano (f. 2012).
- 1943: Wolfgang Scheidel, antiguo piloto de luge de Alemania del Este.
- 1944: Francesco Bottin, filósofo e historiador de la filosofía italiano.
- 1944: Gianluigi Calderone, director italiano.
- 1944: Lee Irvine, jugador de críquet sudafricano.
- 1944: Polo Polo, comediante mexicano (f. 2023).
- 1944: Paola Quattrini, actriz italiana.
- 1944: Michael Strempel, futbolista de Alemania del Este (f. 2018).
- 1945: Robert Calvert, cantautor, poeta y dramaturgo sudafricano (f. 1988).
- 1945: Flavio Caroli, crítico de arte e historiador del arte italiano.
- 1945: Claudio Chieffo, cantautor y profesor italiano (f. 2007).
- 1945: Daniel Danieli, futbolista israelí (f. 1977).
- 1945: Carlo Di Cristofaro, futbolista italiano.
- 1945: Gaetano Di Maso, tenista italiano.
- 1945: Katja Ebstein, cantante y artista de cabaret alemana.
- 1945: Don Horn, jugador de fútbol americano.
- 1945: Dennis Rader, asesino en serie estadounidense.
- 1945: Antonio Restivo, físico italiano.
- 1945: Gérard Saillant, cirujano francés.
- 1945: Cocoa Samoa, luchador samoano-estadounidense (f. 2007).
- 1945: Robin Trower, guitarrista y cantante y compositor británico-inglés, de la banda Procol Harum.
- 1945: Ron Widby, jugador de fútbol americano y jugador de baloncesto (f. 2020).
- 1945: Christian Winiger, futbolista suizo.
- 1946: Alexandra Bastedo, actriz británico-inglesa (f. 2014).
- 1946: Daniela Bognolo, jugadora de baloncesto italiana.
- 1946: Silvano Chinni, pintor y escultor italiano (f. 2011).
- 1946: Bernd Hölzenbein, futbolista y cazatalentos alemán de Alemania Occidental (f. 2024).
- 1946: Manuela Kustermann, actriz italiana.
- 1946: Arnaud de Rosnay, surfista, fotógrafo y aventurero francés (f. 1984).
- 1946: Warren Skaaren, productor de cine y guionista estadounidense (f. 1990).
- 1946: Fulvio Sodano, prefecto italiano (f. 2014).
- 1946: Augusto Zucchi, actor, director y guionista italiano.
- 1947: Guido Brignone, político italiano.
- 1947: Robert Ciranko, predicador estadounidense.
- 1947: Guem, percusionista argelino (f. 2021).
- 1947: Keri Hulme, escritora y poetisa neozelandesa (f. 2021).
- 1947: Žarko Korać, político y psicólogo serbio.
- 1947: Roberto Marconcini, futbolista italiano.
- 1947: Emiliano Mondonico, futbolista y entrenador de fútbol italiano (f. 2018).
- 1947: John Wile, jugador y entrenador británico-inglés de fútbol.
- 1948: Emma Bonino, política italiana, ministra de Asuntos Exteriores de Italia.
- 1948: Eric Fischl, pintor y escultor estadounidense.
- 1948: László Lovász, matemático húngaro.
- 1948: Luigi Martella, obispo católico italiano (f. 2015).
- 1948: Antonio Neiwiller, actor, director teatral y dramaturgo italiano (f. 1993).
- 1948: Jeffrey Osborne, cantante, baterista y letrista estadounidense.
- 1948: Joe Thomas, jugador de baloncesto estadounidense.
- 1949: Dwaine Dillard, jugador de baloncesto estadounidense (f. 2008).
- 1949: Ernesto Fernández, esgrimista mexicano.
- 1949: Neil Hamilton, abogado y político británico-galés.
- 1949: Isabel Tocino, política y abogada española.
- 1949: Barthold Kuijken, flautista belga.
- 1949: Mikha Pola Maqdassi, obispo católico iraquí.
- 1949: Michel Roger, funcionario francés.
- 1950: Tony Adams, jugador de fútbol americano.
- 1950: Tore Antonsen, futbolista noruego.
- 1950: Doug Ault, jugador y mánager de béisbol estadounidense (f. 2004).
- 1950: Christian Damiano, entrenador de fútbol y futbolista francés.
- 1950: Frank Joseph Dewane, obispo católico estadounidense.
- 1950: Oscar Lesca, entrenador de fútbol y futbolista italiano.
- 1950: Mark Merlis, escritor estadounidense (f. 2017).
- 1950: Andy North, golfista estadounidense.
- 1950: Giovanna Rosa, ensayista y crítica literaria italiana.
- 1950: Howard Shelley, director de orquesta y pianista británico.
- 1950: Danny Sullivan, piloto de automovilismo estadounidense.
- 1950: Diana Turbay, fue una abogada y periodista colombiana. (f. 1991).
- 1951: Norvell Austin, luchador estadounidense.
- 1951: Zakir Hussain, músico indio (f. 2024).
- 1951: Maurizio Reti, actor de voz italiano.
- 1951: Gianni Risari, político italiano.
- 1951: Ronnie Robinson, jugador de baloncesto estadounidense (f. 2004).
- 1951: Helen Zille, periodista y política sudafricana, primera ministra del Cabo Occidental.
- 1952: Bill Beaumont, rugbista, entrenador de rugby, director deportivo y empresario británico-inglés.
- 1952: William Kirby Cullen, actor estadounidense.
- 1952: Pietro Maria Fragnelli, obispo católico italiano.
- 1952: Amir Peretz, político y sindicalista israelí.
- 1952: Ruggero Po, periodista y presentador de radio italiano.
- 1952: Uliana Semenova, baloncestista soviético-letona.
- 1952: Alexandru Sătmăreanu, jugador y entrenador rumano de fútbol.
- 1953: Iles Braghetto, político italiano.
- 1953: Siro D'Alessandro, entrenador de fútbol y futbolista italiano.
- 1953: Lauren Koslow, actriz estadounidense.
- 1953: Sandra Lonardo, política italiana.
- 1954: Teodor Anghelini, futbolista rumano.
- 1954: Kamel Chebli, entrenador de fútbol y futbolista tunecino.
- 1954: Carlos Ghosn, ejecutivo de negocios y empresario brasileño-libanés-francés.
- 1954: Jimmy Haslam, empresario y director deportivo estadounidense.
- 1954: Policarp Malîhin, piragüista rumano.
- 1954: Chiara Rapaccini, artista, ilustradora y diseñadora italiana.
- 1954: Bobby Sands, político republicano irlandés y activista británico, voluntario del PIRA (f. 1981).
- 1954: Jim Stewart, jugador y entrenador de fútbol británico-escocés.
- 1954: Jock Taylor, piloto de motociclismo británico-escocés (f. 1982).
- 1954: Kevin Wade, guionista y productor de televisión estadounidense.
- 1955: Aleksandras Antipovas, corredor de media distancia soviético.
- 1955: Jean-Luc Arribart, entrenador de fútbol y futbolista francés.
- 1955: Francisco Bermejo, futbolista español.
- 1955: Fernando Bujones, bailarín y director artístico estadounidense (f. 2005).
- 1955: Mario Cordova, actor de voz, director de doblaje y actor italiano.
- 1955: Teo Fabi, piloto de carreras de Fórmula 1 italiano.
- 1955: Pat Murphy, escritora estadounidense.
- 1955: Ornella Muti, actriz italiana.
- 1955: Józef Pinior, académico y político polaco.
- 1955: Franco Uncini, piloto de motociclismo italiano.
- 1955: Jeff Wilkins, jugador de baloncesto estadounidense.
- 1955: Francesco Zaffini, político italiano.
- 1956: Arturo Brizio Carter, árbitro de fútbol mexicano.
- 1956: Chen Baoguo, actor chino.
- 1956: Mark Dantonio, jugador y entrenador de fútbol americano.
- 1956: Alejandro Giammattei, médico y político guatemalteco, presidente de Guatemala entre 2020 y 2024.
- 1956: Anna Kozmanová, jugadora de baloncesto checoslovaca.
- 1956: Sergej Larin, tenor ruso (f. 2008).
- 1956: Christian Levavasseur, ciclista de ruta francés.
- 1956: Florence Maire, jugadora de baloncesto francesa.
- 1956: Enrique Martín Monreal, entrenador y futbolista español.
- 1956: György Nébald, esgrimista húngaro.
- 1956: Tadeusz Płoski, obispo católico polaco (f. 2010).
- 1956: Keith Simpson, jugador de fútbol americano.
- 1956: Shashi Tharoor, político indio, ministro de Asuntos Exteriores de la India.
- 1956: Juan Torales, futbolista paraguayo.
- 1956: David Willetts, académico y político británico-inglés.
- 1957: Roberto Accornero, actor y actor de voz italiano.
- 1957: Susana García, jugadora de baloncesto española.
- 1957: Lourdes Gourriel, beisbolista cubana.
- 1957: Bruce Heard, diseñador de juegos francés.
- 1957: Maryline Joly, jugadora de baloncesto francesa.
- 1957: Chris Lewis, tenista neozelandés.
- 1957: Mark Mancina, compositor y músico estadounidense.
- 1957: Marco Muñoz, actor mexicano.
- 1957: Mona Sahlin, política sueca.
- 1958: Jean-Claude Bagot, ciclista de ruta y director deportivo francés.
- 1958: Linda Fiorentino, actriz y productora estadounidense de cine.
- 1958: Michail Guceriev, empresario ruso.
- 1958: Jack Kenny, actor, escritor y productor de televisión estadounidense.
- 1958: Paul MacLean, jugador y entrenador de hockey sobre hielo canadiense.
- 1958: Hans Stacey, piloto de rally neerlandés.
- 1959: Tom Amandes, actor estadounidense.
- 1959: Monika Bader, esquiadora alpina alemana.
- 1959: Angelo Conca, futbolista italiano.
- 1959: Giovanni di Lorenzo, periodista italiano.
- 1959: Rodney A. Grant, actor estadounidense.
- 1959: Giovanni Grazioli, velocista italiano.
- 1959: Takaaki Kajita, físico japonés.
- 1959: Nikita Koloff, luchadora estadounidense.
- 1959: Jeff Lamp, jugador de baloncesto estadounidense.
- 1959: Jarle Ødegaard, futbolista noruego.
- 1959: Koen Peeters, escritor belga.
- 1959: Marino Polini, ciclista de ruta italiano.
- 1959: Lonny Price, actor, escritor y director estadounidense.
- 1959: Lonny Price, actor, director y guionista estadounidense.
- 1959: Takaaki Kajita, físico y académico japonés, premio nobel de física.
- 1959: Michele Rinaldi, piloto de motociclismo italiano.
- 1959: Shelley Thompson, actriz canadiense.
- 1959: Perry Turnbull, jugador canadiense de hockey sobre hielo.
- 1959: Vermelhinho, futbolista portugués.
- 1960: Finn Carter, actriz estadounidense.
- 1960: Elsa Cayat, psicoanalista y escritora francesa (f. 2015).
- 1960: Arsenio González, ciclista de ruta español.
- 1960: Hideaki Ōmura, político japonés, gobernador de Aichi desde 2011.
- 1960: Hikmet Karaman, entrenador de fútbol turco.
- 1960: Mike Leach, tenista estadounidense.
- 1960: Onofrio Loseto, futbolista italiano.
- 1960: Anders Nordström, médico sueco.
- 1960: Željko Obradović, jugador de baloncesto y entrenador yugoslavo-serbio.
- 1960: Mostafa Pourmohammadi, político, funcionario y magistrado iraní.
- 1960: Maho Shimizu, futbolista japonés.
- 1960: Thierry Vigneron, saltador con pértiga francés.
- 1961: Baek Jong-chul, jugador y entrenador de fútbol surcoreano.
- 1961: Aldo Canti, velocista francés.
- 1961: John Friedberg, esgrimista estadounidense.
- 1961: Antonella Marino, periodista y crítica de arte italiana.
- 1961: Rick Steiner, luchador profesional estadounidense.
- 1961: Darrell Walker, jugador de baloncesto y entrenador estadounidense.
- 1962: Jan Furtok, futbolista y entrenador polaco (f. 2024).
- 1963: Lynn Fainchtein Steider, comunicadora, locutora y productora mexicana (f. 2024).
- 1963: Terry Mulholland, jugador de béisbol estadounidense.
- 1963: Luis Posada, actor de doblaje español.
- 1963: Jean-Marc Vallée, director, editor, guionista de cine y productor canadiense (f. 2021).
- 1964: Juliette Binoche, actriz francesa.
- 1964: Phil Housley, jugador y entrenador de hockey sobre hielo estadounidense.
- 1965: Brian Bosworth, actor y jugador estadounidense de fútbol americano.
- 1965: Domingo Hernández Lárez, militar venezolano.
- 1965: Elías Antonio Saca, político salvadoreño.
- 1965: Benito Santiago, beisbolista puertorriqueño.
- 1961: Lino Straulino, músico italiano.
- 1961: Guillermo Vecchio, entrenador de baloncesto argentino.
- 1961: Darrell Walker, jugador y entrenador de baloncesto estadounidense.
- 1962: Cristina Bevilacqua, política italiana.
- 1962: Ivan Brajović, político montenegrino.
- 1962: Ivo De Palma, actor de voz italiano.
- 1962: Russ Fulcher, político estadounidense.
- 1962: Jan Furtok, futbolista polaco (f. 2024).
- 1962: Pétur Guðmundsson, lanzador de peso y disco islandés.
- 1962: Emilio Iovio, jugador canadiense de hockey sobre hielo.
- 1962: Melissa Prophet, actriz estadounidense.
- 1962: Manfred Schullian, político italiano.
- 1963: Kent Ferguson, buceador estadounidense.
- 1963: Merja Hilanne, jugadora de baloncesto finlandesa (f. 2021).
- 1963: Maurizio Stecca, boxeador italiano.
- 1963: Jean-Marc Vallée, director, guionista y montador canadiense (f. 2021).
- 1963: Fernanda Villegas, política chilena.
- 1964: Francisco Antequera, ciclista de ruta y director deportivo español.
- 1964: Sabah Benziadi, director artístico, bailarín y coreógrafo argelino.
- 1964: Juliette Binoche, actriz y modelo francesa.
- 1964: Paul Caligiuri, jugador y entrenador estadounidense de fútbol.
- 1964: Alberto Elli, director deportivo italiano y ciclista de ruta.
- 1964: Herbert Fandel, árbitro de fútbol alemán.
- 1964: Tony Gentile, fotoperiodista italiano.
- 1964: Niurca Herrera, jugadora de baloncesto y gerente deportiva dominicana.
- 1964: Phil Housley, entrenador de hockey sobre hielo estadounidense y jugador de hockey sobre hielo.
- 1964: Lemone Lampley, jugador de baloncesto estadounidense.
- 1964: Valérie Lemercier, actriz, cantante y directora francesa.
- 1964: Eric Merk, futbolista neerlandés y jugador de fútbol sala.
- 1964: Ciro Muro, entrenador de fútbol y futbolista italiano.
- 1964: Adriana Peña, política uruguaya.
- 1964: Keith Smith, jugador de baloncesto estadounidense.
- 1964: Sondra Van Ert, esquiadora alpina y snowboarder estadounidense.
- 1964: Pierguido Vanalli, político italiano.
- 1964: Kurt Wimmer, guionista y director estadounidense.
- 1965: Brian Bosworth, actor estadounidense y jugador de fútbol americano.
- 1965: Gerald Brom, ilustrador estadounidense.
- 1965: Vito Fossella, político estadounidense.
- 1965: Agnese Maffeis, lanzadora de disco y lanzadora de peso italiana.
- 1965: Mike Pollock, actor de voz estadounidense.
- 1965: Antonio Saca, político y periodista salvadoreño.
- 1966: Alëna Azërnaja, pintora rusa.
- 1966: Petr Barna, patinador artístico checoslovaco.
- 1966: Brendan Canty, baterista y compositor estadounidense.
- 1966: Paolo Casciaro, jugador de hockey sobre hielo italiano.
- 1966: Óscar Celada, futbolista español.
- 1966: Giorgio Furlan, director deportivo italiano, ciclista de ruta y ciclista de pista.
- 1966: Fabrizio Gatti, periodista y escritor italiano.
- 1966: Mario Governa, jugador de baloncesto italiano.
- 1966: Velizar Iliev, pentatleta búlgaro.
- 1966: Tony Lockett, futbolista australiano.
- 1966: Louis Oliver, jugador de fútbol americano.
- 1966: Marco Pascolo, futbolista suizo.
- 1966: Blaise Piffaretti, futbolista suizo.
- 1966: Maurizio Romano, actor de voz italiano (f. 2003).
- 1966: Pascal Vahirua, entrenador de fútbol y futbolista francés.
- 1967: Georges Adams, jugador y entrenador de baloncesto francés.
- 1967: Eric Flaim, patinador de pista corta y patinador de velocidad estadounidense.
- 1967: Harry y Aura Cristina Geithner, actores y actrices colombianos.
- 1967: Salvatore Giuliano, político italiano.
- 1967: Ellen Hillingsø, actriz y modelo danesa.
- 1967: Andrij Skvaruk, lanzador de martillo ucraniano.
- 1967: Nikolas Vogel, actor y periodista alemán (f. 1991).
- 1968: Beniamino Bonomi, piragüista italiano.
- 1968: Youri Djorkaeff, futbolista francés.
- 1968: Todd Domboski, abogado estadounidense (f. 2022).
- 1968: Mami Kaneda, futbolista japonesa.
- 1968: Johnny Kelly, baterista estadounidense.
- 1968: Franck Khalfoun, director, guionista y actor francés.
- 1968: Jorge Larrionda, árbitro de fútbol uruguayo.
- 1968: Rexy Mainaky, jugador de bádminton indonesio.
- 1968: Pat Miletich, artista marcial mixto estadounidense.
- 1968: Monica Vanali, periodista, presentadora de televisión y jugadora de voleibol italiana.
- 1968: Reinaldo García Zapata, político cubano.
- 1969: Mahmoud Abdul-Rauf, jugador de baloncesto estadounidense.
- 1969: Carlos Bernegger, entrenador de fútbol, dirigente deportivo y futbolista argentino.
- 1969: Peter Buckley, boxeador británico-inglés.
- 1969: Martin Frýdek, jugador y entrenador checo de fútbol.
- 1969: Antonio Grimaldi, diseñador de moda italiano.
- 1969: Kimberly Guilfoyle, abogada, escritora y periodista estadounidense.
- 1969: Glenn Holm, futbolista noruego.
- 1969: La India, cantante puertorriqueña.
- 1969: Vladimír Kinder, futbolista eslovaco.
- 1969: Roy Lassiter, futbolista estadounidense.
- 1969: Michele Manganelli, director de coro, director de orquesta y compositor italiano.
- 1969: Andrej Panadić, jugador y entrenador yugoslavo de fútbol.
- 1969: Adam Siegel, guitarrista y productor discográfico estadounidense.
- 1969: Neil Strauss, periodista y escritor estadounidense.
- 1969: Igor Yushchenko, entrenador de fútbol ruso y futbolista.
- 1970: Davide Bolognesi, director deportivo, jugador y entrenador italiano de fútbol.
- 1970: Michele Cruciani, árbitro de fútbol italiano.
- 1970: Clifford Etienne, boxeador estadounidense.
- 1970: Haluk Güngör, jugador y entrenador turco de fútbol.
- 1970: Jean Pierre Jeandat, piloto de motociclismo francés.
- 1970: Naveen Jindal, empresario y político indio.
- 1970: Martin Johnson, jugador y entrenador de rugby británico-inglés.
- 1970: Shannon Leto, baterista, actor y fotógrafo estadounidense, de la banda 30 Seconds to Mars; hermano del actor y músico Jared Leto.
- 1970: Claudia López Hernández, política, politóloga y activista colombiana, alcaldesa de Bogotá entre 2020 y 2024.
- 1970: Vladan Milojević, jugador y entrenador serbio de fútbol.
- 1970: Simon Monjack, guionista, director y productor de cine británico (f. 2010).
- 1970: Gabriela Pando, jugadora y entrenadora de hockey sobre césped argentina (f. 2024).
- 1970: Mario Perrotta, actor, dramaturgo y director teatral italiano.
- 1970: María Eugenia Rodríguez Palop, política y jurista española.
- 1970: Miroslav Sovič, futbolista eslovaco.
- 1970: Vadym Tkachuk, pentatleta ucraniano.
- 1971: Kyle Balda, animador y director estadounidense.
- 1971: Giuseppe Baronchelli, entrenador de fútbol y futbolista italiano.
- 1971: C-Murder, rapero y actor estadounidense.
- 1971: Johan Edlund, músico sueco, de la banda Tiamat.
- 1971: Judit Gal, traductora y escritora húngara.
- 1971: Juanmi García, futbolista español.
- 1971: Jovita Jutelytė, jugadora de baloncesto lituana.
- 1971: Emmanuel Lewis, actor estadounidense.
- 1971: Diego Torres, cantante y actor argentino.
- 1972: Jodey Arrington, político estadounidense.
- 1972: AZ, rapero estadounidense.
- 1972: Chen Gang, futbolista chino.
- 1972: Fabrizio Ferrari, periodista italiano.
- 1972: Henrik Fig, jugador y entrenador danés de fútbol.
- 1972: Lynda Holt, atleta paralímpica australiana.
- 1972: Nacho Huett, actor de la televisión venezolana.
- 1972: Gianni Iorio, acordeonista, pianista y compositor italiano.
- 1972: Jean Louisa Kelly, actriz y cantante estadounidense.
- 1972: Gordon McCauley, ciclista de ruta de Nueva Zelanda.
- 1972: Josh Rouse, cantautor estadounidense.
- 1972: Kerr Smith, actor estadounidense.
- 1972: Eugenio Soto, jugador de baloncesto puertorriqueño.
- 1972: Zsolt Varga, jugador húngaro de waterpolo.
- 1973: Aaron Boone, jugador de béisbol, mánager y entrenador de béisbol estadounidense.
- 1973: Liam Griffin, piloto de carreras británico-inglés.
- 1973: Rona Hartner, actriz, cantante y músico rumana (f. 2023).
- 1973: Gary Holt, jugador y entrenador de fútbol británico-escocés.
- 1973: Tengiz Iremadze, filósofo georgiano.
- 1973: Raffaele Nevi, político italiano.
- 1973: Gianluca Pini, político italiano.
- 1973: David Prinosil, tenista alemán.
- 1973: Matteo Salvini, político italiano.
- 1973: Fabio Sguazzero, jugador de hockey sobre hielo italiano.
- 1973: Luis Vera, futbolista venezolano.
- 1974: Daniele Beltrammi, futbolista italiano.
- 1974: Jurij Bilonoh, levantador de pesas ucraniano.
- 1974: Álvaro Calustro, futbolista boliviano.
- 1974: Fabrizio Caracciolo, jugador y entrenador italiano de fútbol.
- 1974: Santiago Denia, jugador y entrenador español de fútbol.
- 1974: Jang Dae-il, futbolista surcoreano.
- 1974: Óscar Martínez, tenista español.
- 1974: Esala Masi, futbolista fiyiano.
- 1974: Armen Nazarjan, luchador armenio.
- 1974: Ismael Serrano, cantautor español.
- 1974: Sophie Schütt, actriz alemana.
- 1974: Sophie Schütt, actriz alemana.
- 1974: Ismael Serrano, cantautor español.
- 1974: Noriaki Sugiyama, actor de voz japonés.
- 1974: Marco Velo, ciclista de ruta italiano.
- 1974: Roland Vrabec, jugador y entrenador alemán de fútbol.
- 1975: Plumb, cantautor estadounidense.
- 1975: Francis Aruwafu, futbolista salomonense.
- 1975: Jonathan Coleman, jugador estadounidense de hockey sobre hielo.
- 1975: Adonal Foyle, jugador de baloncesto sanvicentino-estadounidense.
- 1975: Marcel Glăvan, piragüista rumano.
- 1975: Roy Makaay, futbolista y entrenador neerlandés.
- 1975: Mauro Marani, futbolista sanmarinés.
- 1975: Lisa Miskovsky, cantante y músico sueca.
- 1975: Anton Petrea, jugador y entrenador rumano de fútbol.
- 1975: Chaske Spencer, actor estadounidense.
- 1975: Miloš Timotijević, actor serbio.
- 1975: Juan Sebastián Verón, futbolista y director deportivo argentino.
- 1976: Mauricio Aros, futbolista chileno.
- 1976: Christophe Bastien, futbolista francés.
- 1976: Stefano Brusa, actor de voz y director de doblaje italiano.
- 1976: Andrea Carpano, jugador de hockey sobre hielo italiano.
- 1976: Sonia Chase, jugadora de baloncesto estadounidense.
- 1976: Yamila Díaz, modelo argentina.
- 1976: Barry Everitt, jugador de rugby irlandés.
- 1976: Anier García, vallista cubano.
- 1976: Helena Juntunen, soprano finlandesa.
- 1976: Ol'ga Kaliturina, altoísta rusa.
- 1976: Francisco Mancebo, ciclista de carretera y de montaña español.
- 1976: Jaroslav Obšut, jugador de hockey sobre hielo eslovaco.
- 1976: Wojciech Skupień, saltador de esquí polaco.
- 1976: Pål Strand, futbolista noruego.
- 1976: Francesco Torselli, político italiano.
- 1977: Carlos Alberto Carvalho dos Anjos Júnior, futbolista brasileño.
- 1977: Sofrōnīs Augoustī, jugador y entrenador chipriota de fútbol.
- 1977: Elena Buruchina, esquiadora de fondo rusa.
- 1977: Vincent Defrasne, biatleta francés.
- 1977: Radek Dvorák, jugador de hockey sobre hielo checo.
- 1977: Rupert Evans, actor británico.
- 1977: Pernille Harder, jugadora de bádminton danesa.
- 1977: Irina Iordachescu, soprano rumana.
- 1977: Ma Yongkang, futbolista chino.
- 1977: Veronica Servente, gimnasta italiana.
- 1977: Maciej Terlecki, futbolista polaco.
- 1978: Leanda Cave, triatleta británica.
- 1978: Amanda Fortier, esquiadora de fondo canadiense.
- 1978: Lucas Neill, futbolista australiano.
- 1978: Katherine Parkinson, actriz y comediante británica.
- 1978: Chris Phillips, jugador de hockey sobre hielo y empresario canadiense.
- 1978: Aliann Pompey, velocista guyanesa.
- 1978: Marianne Rokne, jugadora de balonmano noruega.
- 1978: Chema Ruiz, bajista español, de la banda El Canto del Loco.
- 1978: Hans Somers, jugador y entrenador belga de fútbol.
- 1978: Gionatha Spinesi, futbolista italiano.
- 1979: Eric Chenowith, jugador de baloncesto estadounidense.
- 1979: Francesca Fermi, bailarina de hielo italiana.
- 1979: Christian Friedel, actor y cantante alemán.
- 1979: Slávka Frniaková, jugadora de baloncesto eslovaca.
- 1979: Oscar Isaac, actor guatemalteco expatriado en Estados Unidos.
- 1979: Thomas Johansson, snowboarder sueco.
- 1979: Ditte Kotzian, buceadora alemana.
- 1979: Ivan Lazzarini, piloto de motociclismo italiano.
- 1979: Óscar Martínez Cid, futbolista español.
- 1979: Melina Pérez, luchadora profesional estadounidense.
- 1979: Jordan Pundik, cantante y guitarrista estadounidense.
- 1980: Matt Barnes, jugador de baloncesto estadounidense.
- 1980: Volker Bruch, actor alemán.
- 1980: Chingy, rapero y actor estadounidense.
- 1980: Anna Clyne, compositora británico-inglesa.
- 1980: Gideon Gathimba, corredor de media distancia keniano.
- 1980: Matthew Gray Gubler, actor, modelo y director estadounidense.
- 1980: Mlungisi Gumbi, futbolista sudafricano.
- 1980: Morten Jensen, entrenador de fútbol y exfutbolista noruego.
- 1980: Sof'ja Konuch, jugadora de waterpolo rusa.
- 1980: Damián Macaluso, futbolista uruguayo.
- 1980: Phil Martin, jugador de baloncesto canadiense.
- 1980: Thibaut Petit, entrenador de baloncesto belga.
- 1980: Hélder Rosário, futbolista portugués.
- 1981: Nikky Blond, actriz porno húngara (f. 2023).
- 1981: Antonio Bryant, jugador estadounidense de fútbol americano.
- 1981: Monica Graziana Contrafatto, militar y atleta paralímpica italiana.
- 1981: Chad Gilbert, cantante, músico, compositor, guitarrista y productor discográfico estadounidense.
- 1981: Esteban Herrera, futbolista argentino.
- 1981: Markus Jonsson, futbolista sueco.
- 1981: Li Na, esgrimista china.
- 1981: Igor Medved, saltador de esquí esloveno.
- 1981: Clay Rapada, jugador de béisbol estadounidense.
- 1981: Goran Rubil, futbolista croata.
- 1981: Müjde Yüksel, jugador de baloncesto turco.
- 1981: Željko Zagorac, jugador de baloncesto esloveno.
- 1981: Tiago de Melo Marinho, jugador de fútbol sala brasileño.
- 1982: Ryan Bayley, ciclista de pista australiano.
- 1982: Érika Cristina de Souza, jugadora brasileña de baloncesto.
- 1982: Jean-François Exiga, jugador de voleibol francés.
- 1982: Luca Guastini, actor italiano.
- 1982: Tobias Hysén, futbolista y entrenador de fútbol sueco.
- 1982: Ian Lake, futbolista nevisano.
- 1982: Mirjana Lučić-Baroni, tenista croata.
- 1982: Peter Marshall, nadador estadounidense.
- 1982: Rachel Neylan, ciclista de ruta australiana.
- 1982: Luciano Olguín, futbolista argentino.
- 1982: Carla Pandolfi, actriz argentina.
- 1982: Érika de Souza, jugadora de baloncesto brasileña.
- 1982: Lindy West, escritora estadounidense.
- 1982: Emi Yamamoto, futbolista japonesa.
- 1983: Dája Bedáňová, tenista checa.
- 1983: Françoise Bella, futbolista camerunesa.
- 1983: Bobby Campo, actor estadounidense.
- 1983: Luke Charteris, jugador y entrenador de rugby británico.
- 1983: Clint Dempsey, futbolista estadounidense.
- 1983: Roberto Ferrari, ciclista de ruta italiano.
- 1983: Mykola Ishchenko, futbolista ucraniano.
- 1983: Aaron Johnson, jugador de baloncesto estadounidense.
- 1983: Simon Johnson, futbolista británico-inglés.
- 1983: Łukasz Juszkiewicz, futbolista polaco.
- 1983: Johan Kjølstad, esquiador de fondo noruego.
- 1983: Nwamiko Madden, actriz canadiense.
- 1983: Ioannis Masmanidis, futbolista alemán.
- 1983: Maite Perroni, actriz y cantautora mexicana.
- 1983: Leonardo Santiago, futbolista brasileño.
- 1983: Wayne Simien, baloncestista estadounidense.
- 1983: Antonino Spadaccino, cantante italiano.
- 1983: Marko Šuler, director deportivo y exfutbolista esloveno.
- 1983: Dmitrij Telegin, pentatleta ruso.
- 1983: John Teller, esquiador de estilo libre estadounidense.
- 1983: Douglas Renato de Jesus, futbolista brasileño.
- 1984: Priscilla Ahn, cantautora y músico estadounidense.
- 1984: Larissa Costa, modelo brasileña.
- 1984: Brian Cusworth, jugador de baloncesto estadounidense.
- 1984: Hans Denissen, futbolista neerlandés.
- 1984: Simon Dominic, rapero surcoreano.
- 1984: Marija Duskrjadčenko, jugadora de voleibol kazaja.
- 1984: Kamel Ghilas, futbolista argelino.
- 1984: Joseph Gilgun, actor británico.
- 1984: Guillaume Gillet, futbolista belga.
- 1984: Abdoulay Konko, futbolista y entrenador francés.
- 1984: Robert Kromm, jugador de voleibol alemán.
- 1984: Gustavo Lazzaretti de Araújo, futbolista brasileño.
- 1984: Julia Mancuso, esquiadora alpina estadounidense.
- 1984: Mark Manson, escritor estadounidense.
- 1984: Hanna Nooni, tenista sueca.
- 1984: Nathan Owens, modelo y actor estadounidense.
- 1984: Jerold Promes, futbolista neerlandés.
- 1984: Gilmar Silva Santos, futbolista brasileño.
- 1984: Kenta Tokushige, futbolista japonés.
- 1985: Wink Adams, jugador de baloncesto estadounidense.
- 1985: Zach Andrews, jugador de baloncesto y especialista estadounidense.
- 1985: Alex Baumann, bobsledder suizo.
- 1985: Brent Burns, jugador canadiense de hockey sobre hielo.
- 1985: Sergio Cirio, futbolista español.
- 1985: Dominick Cruz, artista marcial mixto estadounidense.
- 1985: Makan Hislop, futbolista trinitense.
- 1985: Rigers Hoxha, futbolista albanés.
- 1985: Jesse Litsch, beisbolista estadounidense.
- 1985: Pastor Maldonado, piloto de automovilismo venezolano.
- 1985: Parthiv Patel, jugador de críquet indio.
- 1985: Natal'ja Andreevna Pogonina, ajedrecista rusa.
- 1985: Rodolfo Requelme, futbolista uruguayo.
- 1985: Gergely Rudolf, futbolista húngaro.
- 1985: Ibrahim Saidaŭ, luchador bielorruso.
- 1985: Wretch 32, rapero británico.
- 1985: Georgie Welcome, futbolista hondureño.
- 1985: Zhan Shu, nadador chino.
- 1985: Zhang Yawen, jugador de bádminton chino.
- 1986: Dušan Alimpijević, entrenador de baloncesto serbio.
- 1986: Bryan Bickell, jugador canadiense de hockey sobre hielo.
- 1986: Bryan Bickell, jugador de hockey sobre hielo canadiense.
- 1986: Damien Brunner, jugador suizo de hockey sobre hielo.
- 1986: Camilo, futbolista brasileño.
- 1986: Dyson Falzon, futbolista maltés.
- 1986: Colin Greening, jugador de hockey sobre hielo canadiense.
- 1986: Jana Jordan, actriz porno estadounidense.
- 1986: Anna Kulíšková, esquiadora alpina checa.
- 1986: Lin Yu Chun, cantante y músico taiwanés.
- 1986: Patrick Mbeu, futbolista ruandés.
- 1986: Timur Miroshnychenko, presentador de televisión ucraniano.
- 1986: Gevorg Nranyan, futbolista armenio.
- 1986: Paulo Obradović, jugador de waterpolo croata.
- 1986: Hossam Ashour, futbolista egipcio.
- 1986: Kentarō Seki, futbolista japonés.
- 1986: Brittany Snow, actriz y productora estadounidense.
- 1986: Svetlana Školina, altoísta rusa.
- 1986: İvan Yefremov, levantador de pesas uzbeko.
- 1987: Jeffrey Altheer, futbolista neerlandés.
- 1987: Bow Wow (Shad Gregory Moss), rapero, actor y presentador de televisión estadounidense.
- 1987: Luca Bormolini, biatleta italiano.
- 1987: Luigi Bruins, futbolista neerlandés.
- 1987: Abbas Dabbaghi, luchador iraní.
- 1987: Daniel Hudson, beisbolista estadounidense.
- 1987: Franklin Marén, luchador cubano.
- 1987: Marta Milani, velocista y corredora de media distancia italiana.
- 1987: Marko Ristić, futbolista serbio.
- 1987: Pirmin Schwegler, director deportivo y exfutbolista suizo.
- 1987: Andrew Tennant, ciclista de pista y ruta británico.
- 1987: Pikku G, rapero finlandés.
- 1987: Michele Zerial, piragüista italiano.
- 1988: Emanuel Bocchino, futbolista argentino.
- 1988: Lindsay Fletemier, jugadora de voleibol estadounidense.
- 1988: Elena Furiase, actriz española.
- 1988: Goran Gajović, jugador de baloncesto montenegrino.
- 1988: Cavid Hüseynov, entrenador de fútbol azerbaiyano y exfutbolista.
- 1988: Martin Juhár, futbolista eslovaco.
- 1988: Hirotaka Kon, jugador de voleibol japonés.
- 1988: Stephen Lambdin, luchador de taekwondo estadounidense.
- 1988: Fabio Onidi, piloto de carreras italiano.
- 1988: Tajuan Porter, jugador de baloncesto estadounidense.
- 1988: Jerson Ribeiro, futbolista neerlandés.
- 1988: Diego Rigonato, futbolista brasileño.
- 1988: Lee Winston Leandro da Silva Oliveira, futbolista brasileño.
- 1989: Yrea Brooks, actriz, modelo y presentadora de televisión canadiense.
- 1989: Florian Carvalho, corredor de media distancia y maratón francés.
- 1989: Elisa Caucci, futbolista italiana.
- 1989: Klariza Clayton, actriz británica.
- 1989: Rasmus Guldhammer, ciclista de ruta danés.
- 1989: Patrick Hausding, buceador alemán.
- 1989: Hong Un-jong, gimnasta norcoreano.
- 1989: Anco Jansen, futbolista neerlandés.
- 1989: Taeyeon (Kim Tae-yeon), cantante y actriz surcoreana, líder del grupo Girls' Generation.
- 1989: Luca Martinelli, jugador de rugby italiano.
- 1989: Keith McGill, jugador de fútbol americano.
- 1989: Giannīs Papadopoulos, futbolista griego.
- 1989: Alberto Pelagotti, futbolista italiano.
- 1989: Ayşecan Tatari, actriz turca.
- 1990: Daley Blind, actor y futbolista neerlandés.
- 1990: Tomislav Brkić, tenista bosnio.
- 1990: Felix Burmeister, futbolista alemán.
- 1990: Bendik Bye, futbolista noruego.
- 1990: Giuseppe Cristiano, actor italiano.
- 1990: James Ellisor, jugador de baloncesto estadounidense.
- 1990: Milos Ganz, jugador de hockey sobre hielo italiano.
- 1990: Dantago Gurirab, velocista namibio.
- 1990: Abdullah Hammoud, político estadounidense.
- 1990: Bjarte Haugsdal, futbolista noruego.
- 1990: Lukáš Hejda, futbolista checo.
- 1990: Adriatik Hoxha, levantador de pesas albanés.
- 1990: Nicolas Höfler, futbolista alemán.
- 1990: Bilel Ifa, futbolista tunecino.
- 1990: YG, rapero y actor estadounidense.
- 1990: Tatsuki Machida, patinador artístico japonés.
- 1990: Aras Özbiliz, futbolista neerlandés.
- 1990: Mateusz Prus, futbolista polaco.
- 1990: Lukáš Třešňák, futbolista checo.
- 1990: Kevin Wolze, entrenador de fútbol y exfutbolista alemán.
- 1991: Giannis Anestis, futbolista griego.
- 1991: Alfonso Benavides, piragüista español.
- 1991: Matthew Briggs, futbolista británico-inglés.
- 1991: Bruno Brígido, futbolista brasileño.
- 1991: Jade Etherington, esquiadora alpina británica.
- 1991: Marco Fuser, jugador de rugby italiano.
- 1991: Trae Golden, jugador de baloncesto estadounidense.
- 1991: Edwin Gyimah, futbolista ghanés.
- 1991: Deren Ibrahim, futbolista gibraltareño.
- 1991: Anna Innerhuber, futbolista austriaca.
- 1991: Jooyoung, cantautora surcoreana.
- 1991: Boštjan Kline, esquiador alpino esloveno.
- 1991: Yuki Mamiya, actriz japonesa.
- 1991: Nicolai Larsen, futbolista danés.
- 1991: Mihail Paseciniuc, futbolista moldavo.
- 1991: Nicola Quaglio, jugador de rugby italiano.
- 1991: Wilma Salas, voleibolista cubana.
- 1991: Andrea Schenetti, futbolista italiano.
- 1991: Kristina Si, cantante rusa.
- 1991: Federico Vanelli, nadador italiano.
- 1991: David Vaněček, futbolista checo.
- 1992: Oke Akpoveta, futbolista nigeriano.
- 1992: Chikoti Chirwa, futbolista malauí.
- 1992: Federico Coria, tenista argentino.
- 1992: Patrick Dogue, pentatleta alemán.
- 1992: Alex Essoe, actriz canadiense.
- 1992: Jamierra Faulkner, jugadora de baloncesto estadounidense.
- 1992: Fricky, rapero sueco.
- 1992: James Fulton, copiloto de rally irlandés.
- 1992: Nikola Gatarić, futbolista croata.
- 1992: Shabir Isoufi, futbolista neerlandés.
- 1992: Cornelia Jakobs, cantante sueca.
- 1992: Tomasz Jaszczuk, saltador de longitud polaco.
- 1992: Huang Jiabin, boxeador chino.
- 1992: João Pedro (João Pedro Geraldino dos Santos Galvão), futbolista brasileño.
- 1992: Filip Mihaljević, futbolista croata.
- 1992: Paná, futbolista angoleño.
- 1992: Mateusz Przybylko, altoísta alemán.
- 1992: Strahinja Rašović, jugadora de waterpolo serbia.
- 1992: Jamie Reckord, futbolista británico-inglés.
- 1992: Daniele Secci, levantador de pesas italiano.
- 1992: Gaspar Servio, futbolista argentino.
- 1992: Raphaël Stacchiotti, nadador luxemburgués.
- 1992: María Eugenia Suárez, actriz, cantante y modelo argentina.
- 1992: Emile Paul Tendeng, futbolista senegalés.
- 1992: Luis Télles, futbolista mexicano.
- 1992: Victor Ulloa, exfutbolista estadounidense.
- 1992: Núria Vilarrubla, piragüista española.
- 1992: Soukaphone Vongchiengkham, futbolista laosiano.
- 1992: Ionuț Andrei Șerban, futbolista rumano.
- 1993: Nikola Aksentijević, futbolista serbio.
- 1993: Kenzie Anne, actriz porno estadounidense.
- 1993: Éider Arévalo, atleta marchista colombiano.
- 1993: George Baldock, futbolista británico-inglés (f. 2024).
- 1993: Stony Blyden, actor, rapero y baterista islandés.
- 1993: Lucas Campana, futbolista argentino.
- 1993: Carlos Miguel Tavares de Oliveira, futbolista portugués.
- 1993: Daniel Catenacci, jugador canadiense de hockey sobre hielo.
- 1993: Larnell Cole, futbolista británico-inglés.
- 1993: Matija Cvek, cantante croata.
- 1993: Ali Fayez, futbolista iraquí.
- 1993: Junya Ito, futbolista japonés.
- 1993: Il'ja Ivanjuk, altoísta ruso.
- 1993: Gino van Kessel, futbolista neerlandés.
- 1993: Zakaria Labyad, futbolista neerlandés.
- 1993: John Mary, futbolista camerunés.
- 1993: Marcus Maye, jugador de fútbol americano.
- 1993: Kevin Medina, futbolista colombiano.
- 1993: Davit Minasyan, futbolista armenio.
- 1993: Richárd Nagy, nadador eslovaco.
- 1993: Miikka Salomäki, jugadora finlandesa de hockey sobre hielo.
- 1993: Ion Sandu, futbolista moldavo.
- 1993: Matteo Solini, futbolista italiano.
- 1993: Stefano Sturaro, futbolista italiano.
- 1993: Suga, rapera, productora discográfica y compositora surcoreana, integrante del grupo BTS.
- 1993: Tom Trybull, futbolista alemán.
- 1993: Alessio Zdrilich, jugador de rugby italiano.
- 1993: Mirosław Ziętarski, remero polaco.
- 1994: Jordan Amavi, futbolista francés.
- 1994: Réka Aschenbrenner, futbolista húngara.
- 1994: Jhon Cley, futbolista brasileño.
- 1994: Mike Hilton, jugador de fútbol americano.
- 1994: Isaac Kimeli, corredor de media distancia belga.
- 1994: Domagoj Pavičić, futbolista croata.
- 1994: Markus Reiterberger, piloto de motociclismo alemán.
- 1994: Morgan Rielly, jugadora canadiense de hockey sobre hielo.
- 1994: André Luis Silva de Aguiar, futbolista brasileño.
- 1994: Rasheed Sulaimon, jugador de baloncesto estadounidense.
- 1994: Okay Yokuşlu, futbolista turco.
- 1995: Cristian Arango, futbolista colombiano.
- 1995: David Arap, futbolista croata.
- 1995: Amanda Benson, jugadora de voleibol estadounidense.
- 1995: Ángel Correa, futbolista argentino.
- 1995: Yulián Díaz, futbolista colombiano de fútbol sala.
- 1995: Guo Yihan, patinador chino de pista corta.
- 1995: Nadezhda Karpova, futbolista rusa.
- 1995: Edwar López, futbolista colombiano.
- 1995: Emiliano Marcondes, futbolista danés.
- 1995: Deni Milošević, futbolista belga.
- 1995: Federico Paini, esquiador alpino italiano.
- 1995: Cierra Ramírez, actriz y cantante estadounidense.
- 1995: Siinamota, teclista, letrista y compositor japonés (f. 2015).
- 1995: Baptiste Santamaria, futbolista francés.
- 1995: Ezequiel Unsain, futbolista argentino.
- 1995: Gunta Vaičule, velocista letón.
- 1995: Andrej Zhilkin, nadador ruso.
- 1996: Gastón Alvite, futbolista uruguayo.
- 1996: Maria Andrejczyk, lanzadora de jabalina polaca.
- 1996: Laura Bilotta, buceadora italiana.
- 1996: Giulia Brazzarola, futbolista italiana.
- 1996: Dan Cleary, futbolista irlandés.
- 1996: Rúben Macedo, futbolista portugués.
- 1996: Stefano Gori, futbolista italiano.
- 1996: Sudirman Hadi, velocista indonesio.
- 1996: Dawa Hotessa, futbolista etíope.
- 1996: Giorgio Minisini, nadador artístico italiano.
- 1996: José Ricardo Barbosa Ribeiro Drumond, futbolista brasileño.
- 1997: Nadeo Argawinata, futbolista indonesio.
- 1997: Jesús Barco, futbolista peruano.
- 1997: João Carvalho, futbolista portugués.
- 1997: Chika, rapera estadounidense.
- 1997: Giulia Ciavarella, jugadora de baloncesto italiana.
- 1997: Stefan Dabić, futbolista serbio.
- 1997: Paul Gartler, futbolista austriaco.
- 1997: Jerry Mawihmingthanga, futbolista indio.
- 1997: Darsheel Safary, actor indio.
- 1997: Alaa Salah, activista sudanesa.
- 1997: Glynn Watson, jugador de baloncesto estadounidense.
- 1997: Niamh Wilson, actriz canadiense.
- 1998: Myles Adams, jugador de fútbol americano.
- 1998: Kosta Aleksich, futbolista serbio.
- 1998: Jan Bamert, futbolista suizo.
- 1998: Benjamín Berríos, futbolista chileno.
- 1998: Tīna Graudiņa, jugadora de voleibol de playa letona.
- 1998: Najee Harris, jugador estadounidense de fútbol americano.
- 1998: Stephanie Jenal, esquiadora alpina suiza.
- 1998: Abdoulaye N'Doye, jugador de baloncesto francés.
- 1998: Leverton Pierre, futbolista haitiano.
- 1998: Soojin, cantante surcoreana, exintegrante del grupo (G)I-dle.
- 1998: Ezequiel Santos da Silva, futbolista brasileño.
- 1998: Felipe Saraiva, futbolista brasileño.
- 1998: Jakub Sedláček, futbolista eslovaco.
- 1998: Gentian Selmani, futbolista albanés.
- 1998: Benjamín Száraz, futbolista eslovaco.
- 1998: Kaylin Whitney, velocista estadounidense.
- 1998: João Lucas, futbolista brasileño.
- 1999: Aaron Barquett, futbolista argentino.
- 1999: Keanan Bennetts, futbolista británico-inglés.
- 1999: Filip Božić, futbolista serbio.
- 1999: Bregje de Brouwer, nadadora artística neerlandesa, hermana de Noortje.
- 1999: Noortje de Brouwer, nadadora artística neerlandesa, hermana de Bregje.
- 1999: Javain Brown, futbolista jamaicano.
- 1999: Lucian Buzan, futbolista rumano.
- 1999: Qona Christie, yudoca neozelandesa.
- 1999: Thierry Correia, futbolista portugués.
- 1999: Carlos Cuesta Figueroa, futbolista colombiano.
- 1999: Fuka Nagano, jugadora japonesa de fútbol.
- 1999: Kosuke Mashiyama, yudoca japonés.
- 1999: László Deutsch, futbolista húngaro.
- 1999: Martin Experiénce, futbolista haitiano.
- 1999: Maximiliano Lovera, futbolista argentino.
- 1999: Audrey Leduc, velocista canadiense.
- 1999: Maximiliano Lovera, futbolista argentino.
- 1999: Ukko-Pekka Luukkonen, jugador de hockey sobre hielo finlandés.
- 1999: Aniek Nouwen, futbolista neerlandesa.
- 1999: Joaquín Ochoa, actor argentino.
- 1999: Esezi Otomewo, jugador de fútbol americano.
- 1999: Alberto Soro, futbolista español.
- 1999 Thierry Rendall, futbolista portugués.
- 1999: Josué Rivera, futbolista salvadoreño.
- 1999: Gabriel Rojas, futbolista chileno.
- 1999: Yago Mateus dos Santos, jugador de baloncesto brasileño.
- 1999: Alberto Soro, futbolista español.
- 1999: Shokhboz Umarov, futbolista uzbeko.
- 1999: Marta Zenoni, atleta y corredora de media distancia italiana.
- 2000: Akvilė Andriukaitytė, atleta lituana.
- 2000: Carter Bradley, jugador de fútbol americano.
- 2000: SirVocea Dennis, jugador de fútbol americano.
- 2000: Abdelrahman Elaraby, nadador egipcio.
- 2000: Marco Giordano, baloncestista argentino.
- 2000: Drew Kibler, nadador estadounidense.
- 2000: Nika Križnar, saltadora de esquí eslovena.
- 2000: Khaby Lame, celebridad y personalidad senegalés de las redes sociales, expatriado en Italia.
- 2000: Sven Mijnans, futbolista neerlandés.
- 2000: Nicolás Morínigo, futbolista paraguayo.
- 2000: Federico Navarro, futbolista argentino.
- 2000 Pedro Neto, futbolista portugués.
- 2000: Tim Siersleben, futbolista alemán.
- 2000: Mehdi Çoba, futbolista albanés.
- 2001: Jacob Abel, piloto de carreras estadounidense.
- 2001: Fahad Badr, futbolista emiratí.
- 2001: Toni Fruk, futbolista croata.
- 2001: Édgar Guerra, futbolista colombiano.
- 2001: Jeon So-mi, cantante surcoreana.
- 2001: Laurine Lugon-Moulin, esquiadora alpina francesa.
- 2001: Musti, rapero noruego.
- 2001: Kian Ronan, futbolista británico-inglés.
- 2001: Somi, cantante surcoreana.
- 2002: Kristjan Asllani, futbolista albanés.
- 2002: Omar Faraj, futbolista sueco.
- 2002: Usman Garuba, baloncestista español.
- 2002: Gaia Guiducci, jugadora de voleibol italiana.
- 2002: N'Dri Philippe Koffi, futbolista marfileño.
- 2002: Tobe Leysen, futbolista belga.
- 2002: Zito Luvumbo, futbolista angoleño.
- 2002: Pedro Vite, futbolista ecuatoriano.
- 2002: Álex Vázquez, futbolista uruguayo.
- 2002: Álvaro Zamora, futbolista costarricense.
- 2002: Mengqiu Zhang, esquiador alpino chino.
- 2003: José Herrera, futbolista boliviano.
- 2003: Sunisa Lee, gimnasta estadounidense.
- 2003: Martin Talakov, futbolista macedonio.
- 2003: Michelle Velzeboer, patinadora neerlandesa de pista corta.
- 2004: Matteo Dams, futbolista belga.
- 2004: Oumar Ngom, futbolista mauritano.
- 2004: Xiong Shiqi, saltador de longitud chino.
- 2004: Yoo Eun-mi, actriz surcoreana.
- 2005: Elisabeth Bocock, esquiadora alpina estadounidense.
- 2005: Anina Hutter, ciclista suiza.
- 2005: Malcolm Jeng, futbolista sueco.
- 2005: Elliot Stroud, futbolista sueco.
- 2006: Riccardo Dalla Mana, atleta paralímpico italiano.
- 2018: Adriana, aristócrata («princesa») sueca.

## Fallecimientos
- 612: Pacal I, gobernante maya.
- 886: Abu Ma'shar al-Balkhi, matemático, astrónomo y astrólogo musulmán persa (n. 787).
- 994: Vitale di Castronovo, santo italiano.
- 1030: Ogiva de Luxemburgo, aristócrata («condesa») flamenca.
- 1062: Heribert II de Maine, aristócrata («conde») alemán.
- 1098: Thoros de Edesa, aristócrata armenio.
- 1113: Sigfrido I de Weimar-Orlamünde, aristócrata alemán.
- 1202: Sverre de Noruega, aristócrata («rey de Noruega») y gobernante noruego, fundador de la Casa de Sverre.
- 1249: Sigfrido III de Eppstein, arzobispo católico alemán.
- 1301: Richard FitzAlan, octavo conde de Arundel, aristócrata inglés (n. 1266).
- 1325: Bannino da Polenta, aristócrata italiano.
- 1361: Ernesto I de Brunswick-Grubenhagen, aristócrata alemán.
- 1403: Beyazid I, sultán otomano.
- 1422: Jan Želivský, sacerdote checo (n. 1380).
- 1440: Francisca de Roma, monja y mística italiana (n. 1384) canonizada por la Iglesia católica.
- 1444: Leonardo Bruni, político, escritor y humanista italiano (n. 1370).
- 1449: Guillermo de Flavy, líder francés (n. 1398).
- 1452: Magnus Tavast, arzobispo católico finlandés.
- 1453: Giovanni III Visconti, arzobispo católico italiano.
- 1463: Catalina de Bolonia, monja italiana (n. 1463) canonizada por la Iglesia católica.
- 1477: Enrique IV de Mecklemburgo-Schwerin, duque alemán (n. 1417).
- 1483: Margarita de Saboya, aristócrata (n. 1439).
- 1523: Semiramide d'Appiano d'Aragona, aristócrata italiana (n. 1464).
- 1563: Ippolita Gonzaga, aristócrata italiana (n. 1535).
- 1563: María de Cardona, aristócrata italiana (n. 1509).
- 1566: David Rizzio, cortesano, político, compositor y laudista italoescocés (n. 1533).
- 1574: Giovanni Maria Barbieri, filólogo italiano (n. 1519).
- 1578: Margaret Douglas, aristócrata («condesa») británica (n. 1515).
- 1588: Pomponio Amalteo, pintor italiano (n. 1505).
- 1589: Frances Sidney, aristócrata inglesa (n. 1531).
- 1613: Giovanni Battista Bassano, pintor italiano (n. 1553).
- 1617: Alonso de Ribera, militar español (n. 1560).
- 1621: Güzelce Ali Pasha, político y militar otomano.
- 1624: Orazio Navazzotti, hombre de letras italiano.
- 1625: Miguel Ángel Seghizzi, obispo católico italiano (n. 1565).
- 1629: Girolamo Aleandro, literato italiano (n. 1574).
- 1633: Domenico Marin, teólogo italiano.
- 1649: James Hamilton, aristócrata («1.º duque de Hamilton»), militar y político británico-escocés (n. 1606).
- 1649: Henry Rich, aristócrata («1.º conde de Holanda»), militar y político inglés (n. 1590).
- 1649: Nicolas Vauquelin Des Yveteaux, poeta francés (n. 1567).
- 1654: Pedro Álvarez de Toledo y Leiva, general y diplomático español.
- 1655: Paolo Dal Pozzo, pintor italiano (n. 1573).
- 1656: Giovanni Francesco Serra, aristócrata («2.º marqués de Strevi») y militar italiano (n. 1609).
- 1659: Próspero della Róvere, dramaturgo y diplomático italiano (n. 1582).
- 1659: Deodato Scaglia, obispo católico italiano (n. 1592).
- 1661: Cardenal Mazarino (Giulio Mazzarino), político, académico, religioso («cardenal»), diplomático y gobernante italofrancés, primer ministro de Francia (n. 1602).
- 1683: Michael Ettmüller, médico alemán (n. 1644).
- 1685: Carpoforo Tencalla, pintor suizo (n. 1623).
- 1688: Claude Mellan, grabador y pintor francés (n. 1598).
- 1692: Willem de Heusch, pintor y grabador neerlandés.
- 1693: Carlo Cesare Malvasia, historiador de arte italiano (n. 1616).
- 1694: Aleksej Andreevič Golitsyn, aristócrata ruso (n. 1632).
- 1695: Everhard Jabach, banquero, coleccionista de arte y mecenas de las artes neerlandés (n. 1618).
- 1709: Ralph Montagu, aristócrata («1.º duque de Montagú»), cortesano, diplomático y político británico-inglés (n. 1638).
- 1716: Cesare Antonio Vergara, numismático italiano (n. 1669).
- 1718: Marko Gerbec, médico y científico esloveno (n. 1658).
- 1719: Pieter Van Bredael, pintor flamenco (n. 1629).
- 1724: Ernesto Federico I, aristócrata («duque de Sajonia-Hildburghausen») alemán (n. 1681).
- 1731: Frances Jennings, aristócrata británico-inglesa (n. 1649).
- 1732: Giuseppe Antonio Bernabei, compositor italiano (n. 1649).
- 1734: José de Azlor y Virto de Vera, militar y político español.
- 1743: Gabriele Gualdo, teólogo italiano (n. 1659).
- 1743: Jean-Baptiste Lully el Joven, compositor francés (n. 1665).
- 1747: Jacob Campo Weyerman, pintor y escritor neerlandés (n. 1677).
- 1755: Felice Solazzo Castriotta, arzobispo católico italiano (n. 1680).
- 1782: Sava II Petrović-Njegoš, obispo ortodoxo serbio (n. 1702).
- 1791: Jean-André Venel, médico suizo (n. 1740).
- 1793: Giacomo Guerrini, pintor italiano (n. 1721).
- 1795: John Armstrong Senior, político y general estadounidense (n. 1717).
- 1796: Giuseppe Angelo Maria Carron di San Tommaso, militar y político italiano (n. 1718).
- 1798: Federica Dorotea de Brandeburgo-Schwedt, aristócrata alemana (n. 1736).
- 1800: Domenico Della Maria, músico y compositor francés (n. 1769).
- 1800: Agostino Penna, escultor italiano (n. 1728).
- 1801: Carlo Felice Gambino, jurista, hombre de letras y poeta italiano (n. 1724).
- 1801: Johann Christian Gottlieb Ackermann, educador, químico y médico alemán (n. 1756).
- 1806: Federico Gravina, marino español.
- 1808: Joseph Bonomi el Viejo, arquitecto italiano (n. 1739).
- 1810: Ozias Humphry, pintor, miniaturista y académico británico-inglés (n. 1742).
- 1811: Pedro Ríos, el Tamborcito de Tacuarí (12), niño soldado argentino (n. 1798).
- 1812: Andrew Burnaby, sacerdote y viajero británico (n. 1732).
- 1813: Louise Contat, actriz teatral francesa (n. 1760).
- 1816: Clément Gosselin, militar francés (n. 1747).
- 1821: Nicholas Pocock, pintor británico-inglés (n. 1740).
- 1822: Edward Daniel Clarke, mineralogista y naturalista británico-inglés (n. 1769).
- 1822: Caleb Hillier Parry, médico británico-inglés (n. 1755).
- 1824: Jean-Charles de Coucy, arzobispo católico francés (n. 1746).
- 1825: Anna Laetitia Barbauld, poetisa, escritora y crítica británico-inglesa (n. 1743).
- 1827: Franz Xaver Gerl, compositor y bajo austríaco (n. 1764).
- 1831: Friedrich Maximilian von Klinger, escritor y dramaturgo alemán (n. 1752).
- 1836: Antoine-Louis-Claude Destutt de Tracy, filósofo francés (n. 1754).
- 1839: François Antoine Lallemand, general francés (n. 1774).
- 1840: Pierre Dupont de l'Étang, general y político francés (n. 1765).
- 1840: Pavel Ivanovič Kutajsov, aristócrata y político ruso (n. 1780).
- 1842: Grace Douglass, activista estadounidense.
- 1846: Ana de Ungern-Sternberg, aristócrata rusa (n. 1769).
- 1847: Mary Anning, paleontóloga británico-inglesa (n. 1799).
- 1847: Étienne Jourdan, dramaturgo y grabador francés (n. 1781).
- 1850: Francesco Maria Avellino, arqueólogo, lingüista y numismático italiano (n. 1788).
- 1851: Hans Christian Oersted, físico y químico danés (n. 1777), descubridor del electromagnetismo y del elemento aluminio.
- 1852: Bernardino Drovetti, coleccionista de arte, explorador y diplomático italiano (n. 1776).
- 1857: James Duff, aristócrata («4.º conde de Fife») y oficial escocés (n. 1776).
- 1857: Domingo Savio (14), niño religioso italiano canonizado por la Iglesia católica (n. 1842).
- 1858: James Nelson Barker, dramaturgo, ensayista y poeta estadounidense (n. 1784).
- 1860: Michele De Martino, comerciante italiano (n. 1788).
- 1860: Pierre-Joseph Mongellaz, político francés (n. 1795).
- 1863: John Gully, boxeador y político británico-inglés (n. 1783).
- 1867: Sofía de Sajonia, princesa alemana (n. 1845).
- 1870: Maria Ann Smith, granjera australiana (n. 1799).
- 1871: Antonín Novotný, compositor de ajedrez bohemio (n. 1827).
- 1871: Fyodor Mikhailovich Reshetnikov, escritor ruso (n. 1841).
- 1872: Antonio Salomone, arzobispo católico italiano (n. 1803).
- 1873: Charles Knight, editor y escritor británico (n. 1791).
- 1873: Domenico Tarsitani, médico italiano (n. 1817).
- 1873: Johannes von Nepomuk Franz Xaver Gistel, naturalista y entomólogo alemán (n. 1809).
- 1876: Louise Colet, poetisa francesa (n. 1810).
- 1878: Mirzə Fətəli Axundov, escritor azerbaiyano (n. 1812).
- 1879: Giovanni Andrea D'Andrea, jurista italiano (n. 1804).
- 1880: Giovanni Battista Lombardi, escultor italiano (n. 1822).
- 1880: Diego Pignatelli, aristócrata y político italiano (n. 1823).
- 1880: Rudolph Scheffer, botánico neerlandés (n. 1844).
- 1881: Carolina Amalia de Augustenburg, aristócrata («princesa de Schleswig-Holstein-Sonderburg-Augustenburg») danesa (n. 1796), reina consorte de Dinamarca.
- 1882: Giovanni Lanza, político y militar italiano (n. 1810).
- 1882: Giacomo Médici, general y político italiano (n. 1817).
- 1882: Giuseppe Tigri, abad y escritor italiano (n. 1806).
- 1883: Arnold Toynbee, filósofo, historiador y economista británico-inglés (n. 1852).
- 1884: Casimiro Barello, italiano (n. 1857).
- 1887: Carolyne zu Sayn-Wittgenstein, aristócrata polaca (n. 1819).
- 1888: Guillermo I de Alemania, gobernante alemán (n. 1797), emperador de Prusia.
- 1889: Paolo Ferrari, dramaturgo italiano (n. 1822).
- 1891: Amalie Dietrich, naturalista, botánica, zoóloga y exploradora alemana (n. 1821)
- 1891: August Horislav Krčméry, compositor, publicista y pastor protestante eslovaco (n. 1822).
- 1891: Giuseppe Rosi, poeta y patriota italiano (n. 1798).
- 1892: Benno Adam, pintor alemán (n. 1812).
- 1892: Sereno Watson, botánico estadounidense (n. 1826).
- 1893: Disma Fumagalli, compositor y músico italiano (n. 1826).
- 1894: Tomaso Luciani, patriota italiano (n. 1818).
- 1894: Francesco Ricci Paracciani, cardenal italiano (n. 1830).
- 1894: Léon-Benoit-Charles Thomas, cardenal y arzobispo católico francés (n. 1826).
- 1895: Filippo Berardi, político italiano (n. 1830).
- 1895: Antonio Brancuti, patriota italiano (n. 1825).
- 1895: Enea Grazioso Lanfranconi, ingeniero e inventor italiano (n. 1850).
- 1895: Leopold von Sacher-Masoch, escritor y periodista austríaco (n. 1836).
- 1896: Ernesto Padova, matemático y físico italiano (n. 1845).
- 1897: Jamal al-Din al-Afghani, teólogo iraní.
- 1897: Sondre Norheim, esquiador alpino noruego-estadounidense (n. 1825).
- 1899: Enrique Villarroya, aristócrata («marqués de Llorens») político español (n. 1843).
- 1902: Hermann Allmers, escritor alemán (n. 1821).
- 1904: Erastus Dow Palmer, escultor estadounidense (n. 1817).
- 1904: Emma Hellenstainer (Emerentiana Hausbacher), experta en márketing y empresaria austríaca (n. 1817), pionera de la gastronomía tirolesa.
- 1905: Nikolai Anderson, lingüista y filólogo alemán (n. 1845).
- 1907: Thomas Hanbury, filántropo británico (n. 1832).
- 1907: Frederic George Stephens, crítico de arte británico (n. 1828).
- 1909: Domizio Panini, ingeniero italiano (n. 1844).
- 1909: Francesco Piccioli, ingeniero italiano (n. 1841).
- 1912: Antonio Maffi, político italiano (n. 1850).
- 1913: Hermanno de Hohenlohe-Langenburg, príncipe alemán (n. 1832).
- 1913: Eberhard Nestle, erudito bíblico y orientalista alemán (n. 1851).
- 1914: Edward Hubert Butler Sr., periodista estadounidense (n. 1850).
- 1914: Nicola Vischi, abogado y político italiano (n. 1849).
- 1915: Ludwig Keller, archivista e historiador alemán (n. 1849).
- 1916: Ronald Gower, escultor, escritor y político británico (n. 1845).
- 1916: Arnold Spencer-Smith, sacerdote, explorador y fotógrafo británico (n. 1883).
- 1916: Anton Egorovič Zal'ca, general y aristócrata ruso (n. 1843).
- 1917: Wilhelm Meyer, filólogo clásico y latinista alemán (n. 1845).
- 1917: Octavius Pickard-Cambridge, aracnólogo, entomólogo y zoólogo británico-inglés (n. 1828).
- 1918: George von Lengerke Meyer, político estadounidense (n. 1858).
- 1918: Frank Wedekind, dramaturgo, escritor, poeta y actor teatral alemán (n. 1864).
- 1919: Filiberto Olgiati, político italiano (n. 1861).
- 1920: Lidija Nikolaevna Figner, revolucionaria rusa (n. 1853).
- 1923: Pietro D'Ayala Valva, aristócrata y político italiano (n. 1848).
- 1923: Gaetano Semeraro, jurista italiano (n. 1848).
- 1924: Friedrich Bechtel, lingüista y filólogo alemán (n. 1855).
- 1924: Panagiōtīs Dagklīs, general y político griego (n. 1853).
- 1924: Daniel Ridgway Knight, pintor estadounidense (n. 1839).
- 1925: Federico Guillermo de Prusia, aristócrata prusiano (n. 1880).
- 1925: George Field, actor estadounidense (n. 1877).
- 1925: Eugen Geinitz, geólogo y mineralogista alemán (n. 1854).
- 1925: Willard Metcalf, pintor y académico estadounidense (n. 1858).
- 1926: Mathias Hynes, tirador de cuerdas británico (n. 1883).
- 1926: Usui Mikao, escritor religioso japonés (n. 1865), creador del reiki.
- 1927: Eugène De Fernex, entrenador y jugador de fútbol italiano (n. 1883).
- 1927: Edward Henry Potthast, pintor estadounidense (n. 1857).
- 1928: Alfredo Gargiullo, velocista italiano (n. 1906).
- 1928: Kid Lavigne, boxeador estadounidense (n. 1869).
- 1929: Nazperver Kadın, otomano (n. 1870).
- 1929: Irineo Villarreal, militar mexicano (n. 1887).
- 1930: Henry Chapman Mercer, arqueólogo y coleccionista de arte estadounidense (n. 1856).
- 1931: Raffaele Grani, tenor italiano (n. 1857).
- 1932: Thomas Joseph Shahan, obispo católico estadounidense (n. 1857).
- 1933: Arnaldo Angelucci, oftalmólogo italiano (n. 1854).
- 1934: Corrado Luigi Guzzanti, sismólogo italiano (n. 1852).
- 1936: Sidney Johnston Catts, político estadounidense (n. 1863).
- 1936: Leonie Taylor, arquera estadounidense (n. 1870).
- 1936: Alexander Watson Hutton, director deportivo y profesor escocés (n. 1853).
- 1937: Paul Elmer More, crítico literario, filósofo y periodista estadounidense (n. 1864).
- 1940: Martti Uosikkinen, gimnasta finlandés (n. 1909).
- 1941: Andrea Capozzi, militar italiano (n. 1898).
- 1941: Vittorino Zanibon, militar italiano (n. 1915).
- 1943: Emanuele Brenna, marinero italiano (n. 1918).
- 1943: Otto Freundlich, pintor y escultor alemán (n. 1878).
- 1943: Franz Krumm, futbolista alemán (n. 1909).
- 1943: Nis Petersen, escritor danés (n. 1897).
- 1943: Oswald Wirth, esoterista, astrólogo y escritor suizo (n. 1860).
- 1944: Virginio Bonati, futbolista italiano (n. 1914).
- 1944: Roy Brown, aviador canadiense (n. 1893).
- 1944: Jaan Kikkas, levantador de pesas estonio (n. 1892).
- 1944: Bhagvat Singh, príncipe y médico indio (n. 1865).
- 1944: Casper ten Boom, relojero neerlandés (n. 1859).
- 1944: Karel Škorpil, arqueólogo checo (n. 1859).
- 1946: Karl Brandi, historiador alemán (n. 1868).
- 1946: Giulio Buonamici, etrusco y filólogo italiano (n. 1873).
- 1946: John Joseph Glennon, cardenal y arzobispo católico irlandés (n. 1862).
- 1946: William Wain Prior, general danés (n. 1876).
- 1947: Gerhard Bast, abogado austríaco (n. 1911).
- 1947: Carrie Chapman Catt, activista estadounidense (n. 1859).
- 1947: Marcantonio VII Colonna, príncipe italiano (n. 1881).
- 1947: Assunta Viscardi, monja, profesora y escritora italiana (n. 1890).
- 1948: Olindo Vernocchi, político, periodista y antifascista italiano (n. 1888).
- 1948: Edgar de Wahl, lingüista estonio (n. 1867).
- 1949: Silvio Benco, escritor, periodista y crítico literario italiano (n. 1874).
- 1949: Charles Bennett, atleta británico (n. 1870).
- 1949: Felipe de Borbón-Dos Sicilias, príncipe (n. 1885).
- 1949: Claes Johanson, luchador sueco (n. 1884).
- 1949: Walter Short, general estadounidense (n. 1880).
- 1951: Gonzalo Queipo de Llano, general español (n. 1875).
- 1952: Charles Dudley, actor y maquillador estadounidense (n. 1883).
- 1952: Alexandra Kollontai, socialista, revolucionaria y feminista soviético-rusa (n. 1872).
- 1952: Gilberto Owen, escritor mexicano (n. 1904)
- 1953: Ole Iversen, gimnasta noruego (n. 1884).
- 1953: Luigi Sorrento, filólogo, lingüista y crítico literario italiano (n. 1884).
- 1954: Eva Ahnert-Rohlfs, astrónoma alemana (n. 1912).
- 1954: Vagn Walfrid Ekman, físico, oceanógrafo y académico sueco (n. 1874).
- 1954: Clara Westhoff, escultora alemana (n. 1878).
- 1955: Matthew Henson, explorador estadounidense (n. 1866).
- 1955: Manuel Majo, waterpoloista español (n. 1909).
- 1955: Miroslava, actriz checoslovaca (n. 1926).
- 1955: Domenico Rossi, pintor italiano (n. 1911).
- 1955: Miroslava Stern, actriz mexicana de origen checoslovaco (n. 1925).
- 1956: Mario Casella, filólogo italiano (n. 1886).
- 1956: Paul Kretschmer, lingüista y filólogo alemán (n. 1866).
- 1956: Giuseppe Santelli, pintor italiano (n. 1880).
- 1957: Angelo Belloni, militar italiano (n. 1882).
- 1957: Filippo Sibirani, matemático italiano (n. 1880).
- 1957: Luigi Suali, indólogo, filólogo y glotólogo italiano (n. 1881).
- 1958: Gaetano de Borbón-Parma, aristócrata italiano (n. 1905).
- 1958: Inocencio López Santamaría, misionero católico y obispo español (n. 1874).
- 1958: Gorō Yamada, entrenador y jugador de fútbol japonés (n. 1894).
- 1959: Brigitte Herbst, alemana (n. 1895).
- 1960: Otto Ackermann, director de orquesta rumano (n. 1909).
- 1960: Bernhard Aschner, médico austríaco (n. 1883).
- 1960: Crivel, cantante italiano (n. 1889).
- 1961: Luigi Baldi, futbolista italiano (n. 1894).
- 1961: Cezar Petrescu, escritor, periodista y traductor rumano (n. 1892).
- 1961: Wilbur Sweatman, clarinetista, director y compositor estadounidense (n. 1882).
- 1962: Mario Balleri, remero italiano (n. 1902).
- 1962: Charles "Bud" Taylor, boxeador estadounidense (n. 1903).
- 1962: Pietro Toesca, historiador de arte italiano (n. 1877).
- 1963: Jorge Daponte, piloto de automovilismo argentino (n. 1923).
- 1963: Paolo Paschetto, pintor, decorador y grabador italiano (n. 1885).
- 1964: José Capuz, escultor español.
- 1964: Paul Emil von Lettow-Vorbeck, militar alemán (n. 1870).
- 1964: Alessio De Paolis, tenor italiano (n. 1893).
- 1964: Alfred Knox, militar y político británico-inglés (n. 1870).
- 1964: Paul Emil von Lettow-Vorbeck, general alemán (n. 1870).
- 1964: Alexander Petrunkevitch, aracnólogo y entomólogo ruso (n. 1875).
- 1964: Paul Remlinger, médico, bacteriólogo y virólogo francés (n. 1871).
- 1964: José Soler Casabón, compositor español (n. 1884).
- 1964: Giovanni Voltini, pintor y escenógrafo italiano (n. 1875).
- 1966: René Barbier, esgrimista francés (n. 1891).
- 1966: Pablo Birger, piloto de carreras argentino (n. 1924).
- 1966: Muchametša Abrachmanovič Burangulov, poeta y dramaturgo soviético (n. 1888).
- 1966: Fidelio Finzi, director coral y compositor italiano (n. 1889).
- 1967: Guido Cominotto, corredor de media distancia y velocista italiano (n. 1901).
- 1967: Bill Hapac, jugador y entrenador de baloncesto estadounidense (n. 1918).
- 1967: Evgenij Kacura, levantador de pesas soviético (n. 1937).
- 1967: Luigi Roccati, pintor italiano (n. 1906).
- 1968: Åke Häger, gimnasta sueca (n. 1897).
- 1968: René Leduc, ingeniero aeronáutico francés (n. 1898).
- 1968: Hans-Jürgen Stumpff, general alemán (n. 1889).
- 1969: Charles Brackett, guionista y productor de cine estadounidense (n. 1892).
- 1969: Walter Christaller, geógrafo y economista alemán (n. 1893).
- 1969: Richard Crane, actor estadounidense (n. 1918).
- 1969: Alberto Ferrero, general italiano (n. 1885).
- 1969: Domenico Macaggi, médico, político y criminólogo italiano (n. 1891).
- 1969: Abdul Munim Riad, general egipcio (n. 1919).
- 1970: Salvatore De Muto, actor de teatro italiano (n. 1876).
- 1970: Evgenij Konstantinovič Nemčenko, actor y director soviético (n. 1906).
- 1970: Anja Taranda, modelo, corista y actriz estadounidense (n. 1915).
- 1971: Anthony Berkeley Cox, escritor británico (n. 1893).
- 1971: Cirilo VI de Alejandría, obispo cristiano oriental copto ortodoxo egipcio (n. 1902).
- 1971: Juan Guedes, futbolista español (n. 1942).
- 1971: K. Asif, director de cine, guionista y productor indio (n. 1922).
- 1971: Karl Schulz, futbolista alemán (n. 1901).
- 1971: Karl Schulz, futbolista alemán (n. 1905).
- 1972: Manrico Berti, futbolista italiano (n. 1901).
- 1972: Victor Denis, futbolista francés (n. 1889).
- 1972: Arsen Mek'ok'ishvili, luchador soviético (n. 1912).
- 1973: Henri Isemborghs, futbolista belga (n. 1914).
- 1973: Frank Nelson, jugador de hockey sobre hielo estadounidense (n. 1910).
- 1974: Giuseppe Olivotti, obispo católico italiano (n. 1905).
- 1974: Felix Schlag, medallista estadounidense (n. 1891).
- 1974: Earl Wilbur Sutherland, Jr., farmacólogo, fisiólogo y bioquímico estadounidense, premio nobel de fisiología o medicina (n. 1915).
- 1974: Harry Womack, cantante estadounidense (n. 1945).
- 1974: Luigi Zuccheri, pintor e ilustrador italiano (n. 1904).
- 1975: Marie Gevers, escritora belga (n. 1883).
- 1975: Gian Domenico Giagni, poeta, guionista y director italiano (n. 1922).
- 1975: Joseph Guillemot, corredor de media distancia francés (n. 1899).
- 1975: Oldřich Kvapil, futbolista checoslovaco (n. 1911).
- 1975: Louise Otto, nadadora alemana (n. 1896).
- 1975: Shirley Ross, actriz y cantante estadounidense (n. 1913).
- 1976: Bojan Danovski, actor y director búlgaro (n. 1899).
- 1976: Doris Miles Disney, escritora estadounidense (n. 1907).
- 1976: Ruggero Lombardi, político italiano (n. 1898).
- 1976: Hans Sutor, futbolista alemán (n. 1895).
- 1977: Mario Giacomi, futbolista italiano (n. 1949).
- 1977: Francesco Loi, gimnasta italiano (n. 1891).
- 1977: Ulises Poirier, futbolista chileno (n. 1897).
- 1977: Guglielmina Setti, crítico de cine italiano (n. 1892).
- 1978: Ettore Apollonj, bibliotecario italiano (n. 1887).
- 1979: Augusto Gaetano Avanzini, futbolista italiano (n. 1896).
- 1979: Dante Conti, obrero y antifascista italiano (n. 1897).
- 1979: Michele Reina, político italiano (n. 1930).
- 1979: Steve Sekely, director húngaro (n. 1899).
- 1979: Jean-Marie Villot, cardenal y arzobispo católico francés (n. 1905).
- 1980: Nikolaj Ivanovič Bogoljubov, actor soviético (n. 1899).
- 1980: Ol'ga Čechova, actriz, directora y productora de cine rusa (n. 1897).
- 1980: Heinz Linge, militar alemán (n. 1913).
- 1980: Piero Sanpaolesi, arquitecto, historiador de la arquitectura y restaurador italiano (n. 1904).
- 1980: Enzio Enrique Serafini, futbolista brasileño (n. 1904).
- 1981: Max Delbrück, físico, biofísico y biólogo alemán, premio nobel de fisiología o medicina en 1969.
- 1981: Telesforo Monzón, político español.
- 1981: Chris von Wangenheim, fotógrafo alemán (n. 1942).
- 1982: Zvi Yehuda Kook, rabino y educador ruso (n. 1891).
- 1982: Åge Spydevold, futbolista noruego (n. 1925).
- 1982: Giorgio Tinazzi, ciclista de ruta italiano (n. 1936).
- 1982: Carmelo Trasselli, historiador italiano (n. 1910).
- 1982: Leonid Osipovič Utësov, cantante, director de orquesta y actor soviético (n. 1895).
- 1983: Faye Emerson, actriz estadounidense (n. 1917)
- 1983: Ulf von Euler, fisiólogo, médico y farmacólogo sueco, premio nobel (n. 1905).
- 1983: Augustin Guillaume, general francés (n. 1895).
- 1983: José María Otero de Navascués, físico español (n. 1907).
- 1984: Imogen Holst, compositora, arreglista y directora coral británica (n. 1907).
- 1984: Kim Il, político norcoreano (n. 1910).
- 1984: Arnold Martignoni, jugador de hockey sobre hielo suizo (n. 1901).
- 1984: Massimo Valentini, periodista italiano (n. 1929).
- 1984: Hannah Weinstein, periodista y productora de televisión estadounidense (n. 1911).
- 1985: Harry Catterick, futbolista y entrenador británico-inglés (n. 1919).
- 1985: Ferdinando Dal Pont, futbolista y entrenador de fútbol italiano (n. 1911).
- 1985: Roberto Ducci, diplomático, escritor y periodista italiano (n. 1914).
- 1986: Mario Moglia, pintor suizo (n. 1915).
- 1986: Ignác Molnár, entrenador y jugador de fútbol húngaro (n. 1901).
- 1986: Michael Strunge, poeta danés (n. 1958).
- 1987: Bobby Locke, golfista sudafricano (n. 1917).
- 1988: Mickey Fox, actriz estadounidense (n. 1915).
- 1988: Fritz Kaftanski, inventor y empresario francés (n. 1899).
- 1988: Kurt Georg Kiesinger, abogado, político y canciller alemán (n. 1904).
- 1988: Poondi Kumaraswamy, ingeniero e hidrólogo indio (n. 1930).
- 1988: Leon Nikolaevič Saakov, director de cine soviético (n. 1909).
- 1989: Raymond K. Beahan, militar estadounidense (n. 1918).
- 1989: Robert Mapplethorpe, fotógrafo estadounidense (n. 1946).
- 1989: Hilda Strike, velocista canadiense (n. 1910).
- 1990: George Costakis, coleccionista de arte griego (n. 1913).
- 1990: Isao Satō, actor y aviador japonés (n. 1949).
- 1990: Carmelo Viñas y Mey, profesor, investigador y académico español.
- 1991: Ely do Amparo, futbolista brasileño (n. 1921).
- 1991: Luis Gómez-Acebo, aristócrata español (n. 1934).
- 1991: Jim Hardin, jugador estadounidense de béisbol (n. 1943).
- 1991: Tomojirō Ikenouchi, profesor y compositor japonés (n. 1906).
- 1992: Menájem Beguín, militar, político bielorruso-israelí y primer ministro de Israel, premio nobel de la paz (n. 1913).
- 1992: Silviu Bindea, futbolista rumano (n. 1912).
- 1992: Monty Budwig, contrabajista estadounidense (n. 1926).
- 1992: Erminio Criscione, criminal italiano (n. 1955).
- 1992: Reinhard von Koenig-Fachsenfeld, diseñador alemán (n. 1899).
- 1992: Franco Margola, compositor italiano (n. 1908).
- 1993: Bob Crosby, cantante y actor estadounidense (n. 1913).
- 1993: Roland Lindberg, futbolista sueco (n. 1910).
- 1993: Cyril Northcote Parkinson, historiador y escritor británico-inglés (n. 1909).
- 1993: Vanja Vojnova, jugadora de baloncesto búlgara (n. 1934).
- 1993: Edwin Vásquez, tirador peruano (n. 1922).
- 1993: Max August Zorn, matemático alemán (n. 1906).
- 1994: Zoltán Beke, futbolista rumano (n. 1911).
- 1994: Charles Bukowski, poeta, novelista y cuentista estadounidense (n. 1920).
- 1994: Eddie Creatchman, luchador, árbitro y mánager canadiense (n. 1928).
- 1994: Luca Di Schiena, periodista italiano (n. 1921).
- 1994: Mário Tito, futbolista brasileño (n. 1940).
- 1994: Devika Rani, actriz india (n. 1908).
- 1994: Fernando Rey, actor español (n. 1917).
- 1995: Giuseppe Bergamino, futbolista italiano (n. 1907).
- 1995: Edward Bernays, propagandista y ejecutivo publicitario austríaco expatriado en Estados Unidos (n. 1891).
- 1995: Paco Jamandreu, diseñador y actor argentino (n. 1919).
- 1996: Elman Ali Ahmed, empresario y activista somalí.
- 1996: George Burns, comediante, actor y escritor estadounidense (n. 1896).
- 1996: Merle Curti, historiadora estadounidense (n. 1897).
- 1996: Imre Kovács, futbolista y entrenador húngaro (n. 1921).
- 1996: Vincenzo Margiotta, futbolista y entrenador de fútbol italiano (n. 1917).
- 1996: Alberto Pellegrino, esgrimista y director deportivo italiano (n. 1930).
- 1996: Colette Rosselli, escritora, ilustradora y pintora italiana (n. 1911).
- 1997: Jean-Dominique Bauby, periodista y escritor francés, sobreviviente de un ataque cerebral (f. 1952).
- 1997: Terry Nation, escritor y guionista británico-galés (n. 1930).
- 1997: The Notorious B.I.G., rapero, compositor y actor estadounidense (n. 1972); asesinado.
- 1997: Gerard Louis van Heel, ciudadano neerlandés (n. 1906) que en 1942, durante la invasión antisemita alemana, escondió ―junto a su esposa, Marie Molly Gelderman (34), y su cuñado Joan Gelderman (24)― a dos niñas judías neerlandesas, Judith (11) y Elise (8) Kann. Joan Gelderman y los padres de las niñas fueron asesinados por los nazis neerlandeses. El 13 de febrero de 1968, Gerard, Molly (1908-1993) y el difunto Joan (1918-1944) recibieron el nombramiento de «justos entre las naciones».
- 1998: Jacques Abtey, agente secreto francés (n. 1908).
- 1998: Yolanda Eminescu, abogada, periodista y jurista rumana (n. 1921).
- 1998: Anton Luli, jesuita albanés (n. 1910).
- 1998: Lisa Morpurgo, escritora, astróloga y traductora italiana (n. 1923).
- 1998: Anna Maria Ortese, escritora italiana (n. 1914).
- 1998: Ulrich Schamoni, director y guionista alemán (n. 1939).
- 1999: Ernst Foreth, futbolista austríaco (n. 1925).
- 1999: Marcelino Gavilán, caballero español (n. 1909).
- 1999: Arnold Machin, escultor británico (n. 1911).
- 1999: George Singh, jurista beliceño, presidente de la Corte Suprema de Belice (n. 1937).
- 1999: Harry Somers, pianista y compositor canadiense (n. 1925).
- 1999: Philip Strax, radiólogo estadounidense (n. 1909).
- 2000: Jean Coulthard, compositor y educador canadiense (n. 1908).
- 2000: Usha Kiran, actriz india (n. 1929).
- 2000: Ivo Robić, cantautor croata (n. 1923).
- 2001: Vincent Alo, mafioso estadounidense (n. 1904).
- 2001: Henry Jonsson, corredor de media distancia sueco (n. 1912).
- 2001: Giancarlo Prete, actor, actor de doblaje y director de doblaje italiano (n. 1943).
- 2001: Richard Stone, compositor estadounidense (n. 1953).
- 2002: Carlos Casares, narrador y ensayista español (n. 1941).
- 2002: Mohamed Paziraie, luchador iraní (n. 1929).
- 2002: Elisabeth Siegel, pedagoga alemana (n. 1901).
- 2002: Irene Worth, actriz estadounidense (n. 1916).
- 2002: Sverre Zachariassen, futbolista noruego (n. 1919).
- 2003: José Manuel Blecua Teijeiro, filólogo y crítico literario español (n. 1913).
- 2003: Stan Brakhage, director de fotografía y cineasta estadounidense (n. 1933).
- 2003: Bernard Dowiyogo, político nauruano, presidente de Nauru (n. 1946).
- 2003: Francisco Perelló, empresario y dirigente deportivo español (n. 1917).
- 2003: Stan Brakhage, director estadounidense (n. 1933).
- 2003: Dzidra Ritenberga, actriz y directora soviética (n. 1928).
- 2004: Angiolo Gracci, partisano, político y abogado italiano (n. 1920).
- 2004: John Mayer, compositor indio (n. 1930).
- 2004: Albert Mol, actor, bailarín y escritor neerlandés (n. 1917).
- 2004: Don Smith, jugador de baloncesto estadounidense (n. 1951).
- 2005: Glenn Davis, jugador de fútbol americano (n. 1924).
- 2005: Sheila Gish, actriz británico-inglesa (n. 1942).
- 2005: Sam Goodwin, entrenador y jugador de fútbol escocés (n. 1943).
- 2005: Martin Hocke, escritor británico-inglés (n. 1938).
- 2005: István Nyers, futbolista húngaro (n. 1924).
- 2005: Giuseppe Šebesta, escritor, artista y etnógrafo italiano (n. 1919).
- 2006: Hanka Bielicka, actriz, artista de cabaret y cantante polaca (n. 1915).
- 2006: Erik Elmsäter, atleta sueco de obstáculos (n. 1919).
- 2006: Tom Fox, activista estadounidense (n. 1951).
- 2006: Geir Ivarsøy, científico informático noruego (n. 1957).
- 2006: Anna Moffo, soprano y actriz estadounidense (n. 1932).
- 2006: John Profumo, militar y político británico-inglés, secretario de Estado para la Guerra (n. 1915).
- 2006: Laura Stoica, cantante, actriz y compositora rumana (n. 1967).
- 2007: Pedro Beltrán, guionista y actor español (n. 1927).
- 2007: Mark Binstein, jugador de baloncesto, entrenador y director deportivo estadounidense (n. 1934).
- 2007: Brad Delp, cantautor y guitarrista estadounidense (n. 1951).
- 2007: Glen Harmon, jugador canadiense de hockey sobre hielo (n. 1921).
- 2007: Thomas Boyd Mason, abogado y actor estadounidense (n. 1919).
- 2007: Gerardo Mello Mourao, escritor, político y periodista brasileño (n. 1917).
- 2007: Ulpio Minucci, compositor y músico italiano (n. 1917).
- 2007: Lido Sartini, ciclista de ruta italiano (n. 1926).
- 2008: Samy Elmaghribi, cantante y músico marroquí (n. 1922).
- 2008: Raymond Cicurel, músico y filósofo egipcio (n. 1920).
- 2009: Clelia Sarnelli Cerqua, arabista e islamista italiana (n. 1924).
- 2009: Hanne Darboven, artista alemana (n. 1941).
- 2009: Eddie Lowe, futbolista y entrenador británico-inglés (n. 1925).
- 2010: Gheorghe Constantin, futbolista y entrenador de fútbol rumano (n. 1932).
- 2010: Lionel Cox, ciclista de pista australiano (n. 1930).
- 2010: Willie Davis, jugador y mánager estadounidense de béisbol (n. 1940).
- 2010: Dulmatin, terrorista y guerrillero indonesio (n. 1970).
- 2010: Teresa Gutiérrez, actriz colombiana (n. 1928).[6]
- 2010: Doris Haddock, activista y política estadounidense (n. 1910).
- 2010: Ricardo Jurado, locutor argentino (n. 1926).
- 2010: Jean Kerebel, velocista francés (n. 1918).
- 2010: Wilfy Rebimbus, cantante indio (n. 1942).
- 2010: Henry Wittenberg, luchador estadounidense (n. 1918).
- 2010: Enzo Zacchiroli, arquitecto italiano (n. 1919).
- 2011: Jacques Brichant, tenista belga (n. 1930).
- 2011: David S. Broder, periodista y académico estadounidense (n. 1929).
- 2011: Eiko Matsuda, actriz japonesa (n. 1952).
- 2011: Rosario Messina, empresaria italiana (n. 1942).
- 2011: Inge Sørensen, nadadora danesa (n. 1924).
- 2012: Alberto Abate, pintor italiano (n. 1946).
- 2012: Jean-Pierre Salignon, jugador de baloncesto francés (n. 1928).
- 2012: José Tomás Sánchez, cardenal y arzobispo católico filipino (n. 1920).
- 2013: Jānis Grīnbergs, jugador de baloncesto, entrenador de baloncesto y entrenador de balonmano letón (n. 1925).
- 2013: Max Jakobson, periodista y diplomático finlandés (n. 1923).
- 2013: Gervasio Marcosignori, acordeonista italiano (n. 1927).
- 2013: Merton Simpson, pintor y coleccionista estadounidense de arte (n. 1928).
- 2014: Françoise Adnet, pintora francesa (n. 1924).
- 2014: Greg Brough, nadador australiano (n. 1951).
- 2014: Mohammed Fahim, militar y político afgano (n. 1957).
- 2014: Gerhard Herm, periodista y escritor alemán (n. 1931).
- 2014: Giuseppe Josca, escritor y periodista italiano (n. 1928).
- 2014: Jusein Mehmedov, luchador búlgaro (n. 1924).
- 2014: Carlos Moreno, actor argentino (n. 1938).
- 2014: Nazario Moreno González, narcotraficante mexicano (n. 1970).
- 2014: Mario Palmaro, ensayista italiano (n. 1968).
- 2014: Tonino Ricci, director italiano (n. 1927).
- 2015: diez víctimas del accidente aéreo de Villa Castelli, entre ellos:
  - Florence Arthaud, navegante y escritora francesa (n. 1957).
  - Camille Muffat nadadora francesa (n. 1989).
  - Alexis Vastine, boxeador francés (n. 1986).
- 2015: Rico Alaniz, actor mexicano (n. 1919).
- 2015: Gaetano Brundu, pintor italiano (n. 1936).
- 2015: Peppino Fumagalli, empresario italiano (n. 1928).
- 2015: Jiří Matoušek, matemático checo (n. 1963).
- 2015: Windell Middlebrooks, actor estadounidense (n. 1979).
- 2015: Frei Otto, arquitecto e ingeniero alemán (n. 1925).
- 2015: James Molyneaux, aristócrata («barón Molyneaux de Killead»), militar y político norirlandés (n. 1920).
- 2016: Sergio Arellano Stark, militar chileno (n. 1921).
- 2016: Giampiero Dalle Vedove, futbolista italiano (n. 1946).
- 2016: Jon English, cantautor y actor australiano (n. 1949).
- 2016: John Gutfreund, banquero y empresario estadounidense (n. 1929).
- 2016: Robert Horton, actor estadounidense (n. 1924).
- 2016: Pietro Iotti, político, antifascista y escritor italiano (n. 1926).
- 2016: Gary Jeter, jugador de fútbol americano (n. 1955).
- 2016: Clyde Lovellette, jugador y entrenador de baloncesto estadounidense (n. 1929).
- 2016: Naná Vasconcelos, músico y percusionista brasileña (n. 1944).
- 2016: Bill Wade, jugador de fútbol americano (n. 1930).
- 2017: Ann Beach, actriz británica (n. 1938).
- 2017: Franco Borgo, político italiano (n. 1932).
- 2017: Howard Hodgkin, pintor, impresor y grabador británico (n. 1932).
- 2017: Marian Jankowski, levantador de pesas polaco (n. 1931).
- 2018: Remo Bicchierai, futbolista italiano (n. 1938).
- 2018: Oskar Gröning, militar y criminal de guerra alemán (n. 1921).
- 2018: Jo Min-ki, actor surcoreano (n. 1965).
- 2018: Jung Jae-sung, jugador de bádminton surcoreano (n. 1982).
- 2018: Zacharia Ofri, jugador de baloncesto israelí (n. 1932).
- 2018: Elías Yanes Álvarez, arzobispo católico español (n. 1928).
- 2019: Sveinung Aarnseth, futbolista noruego (n. 1933).
- 2019: Jed Allan, actor y presentador de televisión estadounidense (n. 1935).
- 2019: Anna Costanza Baldry, psicóloga y criminóloga italiana (n. 1970).
- 2019: Alberto Bucci, entrenador de baloncesto italiano (n. 1948).
- 2019: Bernard Binlin Dadié, escritor marfileño (n. 1916).
- 2019: Vladimir Abramovič Ėtuš, actor ruso (n. 1922).
- 2019: Michele Galati, miembro de las Brigadas Rojas italianas (n. 1952).
- 2019: Giancarlo Gallarini, jugador y entrenador de hockey sobre patines italiano (n. 1923).
- 2019: Robert Lemaître, futbolista francés (n. 1929).
- 2019: Francesca Sundsten, pintora estadounidense (n. 1960).
- 2020: John Bathersby, obispo católico australiano (n. 1936).
- 2020: Anton Coppola, compositor y director de orquesta estadounidense (n. 1917).
- 2020: Italo De Zan, ciclista de ruta italiano (n. 1925).
- 2020: Richard Guy, matemático y compositor de ajedrez británico (n. 1916).
- 2020: José Jiménez Lozano, escritor, poeta y periodista español (n. 1930).
- 2020: Keith Olsen, productor discográfico estadounidense (n. 1945).
- 2020: Luigi Stradella, pintor italiano (n. 1929).
- 2021: Agustín Balbuena, futbolista argentino (n. 1945).
- 2021: James Levine, director de orquesta y pianista estadounidense (n. 1943).
- 2021: Marino Lombardo, futbolista y entrenador de fútbol italiano (n. 1950).
- 2021: Erling Sven Lorentzen, armador, naviero e industrial noruego-brasileño (n. 1923).
- 2021: Roger Mudd, periodista estadounidense (n. 1928).
- 2021: John Polkinghorne, filósofo, teólogo y físico británico (n. 1930).
- 2021: Josy Stoffel, gimnasta luxemburguesa (n. 1928).
- 2021: Tommy Troelsen, futbolista y presentador de televisión danés (n. 1940).
- 2021: María de Jesús Velarde, monja fundadora de las Hijas de Santa María del Corazón de Jesús (HSMCJ) (n. 1925)
- 2022: Justice Christopher, futbolista nigeriano (n. 1981).
- 2022: Yves Guérin-Sérac, militar y activista francés (n. 1926).
- 2022: John Korty, director, editor y guionista estadounidense (n. 1936).
- 2022: Jimmy Lydon, actor de cine y productor de televisión estadounidense (n. 1923).
- 2022: Burton Mack, erudito bíblico e historiador de las religiones estadounidense (n. 1931).
- 2022: Emilio Mattioni, arquitecto italiano (n. 1934).
- 2023: Robert Blake, actor estadounidense (n. 1933).
- 2023: Chikage Ōgi, política y actriz japonesa (n. 1933).
- 2023: Satish Kaushik, director de cine, actor y productor indio (n. 1956).
- 2023: Luis Antonio Ludueña, futbolista argentino (n. 1954).
- 2023: Carlo Macchitella, productor de cine, productor de televisión y ensayista italiano (n. 1952).
- 2023: Raphael Mechoulam, biólogo y químico israelí (n. 1930).
- 2023: Fazalur Rehman, jugador de hockey sobre césped paquistaní (n. 1941).
- 2023: Shirō Hashizume, nadador japonés (n. 1928).
- 2023: Pearry Teo, director y guionista singapurense (n. 1978).
- 2023: Chaim Topol, actor israelí (n. 1935).
- 2024: Alexander Keewatin Dewdney, matemático, informático y filósofo canadiense (n. 1941).
- 2024: Gerhard Dietrich, gimnasta alemán (n. 1942).
- 2024: Karl Galinsky, latinista y filólogo clásico francés (n. 1942).
- 2024: Malcolm Holcombe, cantautor y compositor estadounidense (n. 1955).
- 2024: Severino Morlin, escultor, pintor y ceramista italiano (n. 1934).
- 2024: Georgi Popov, futbolista búlgaro (n. 1944).
- 2024: Clem Sacco, cantautor italiano (n. 1933).
- 2024: Guy Touvron, trompetista francés (n. 1950).

## Celebraciones

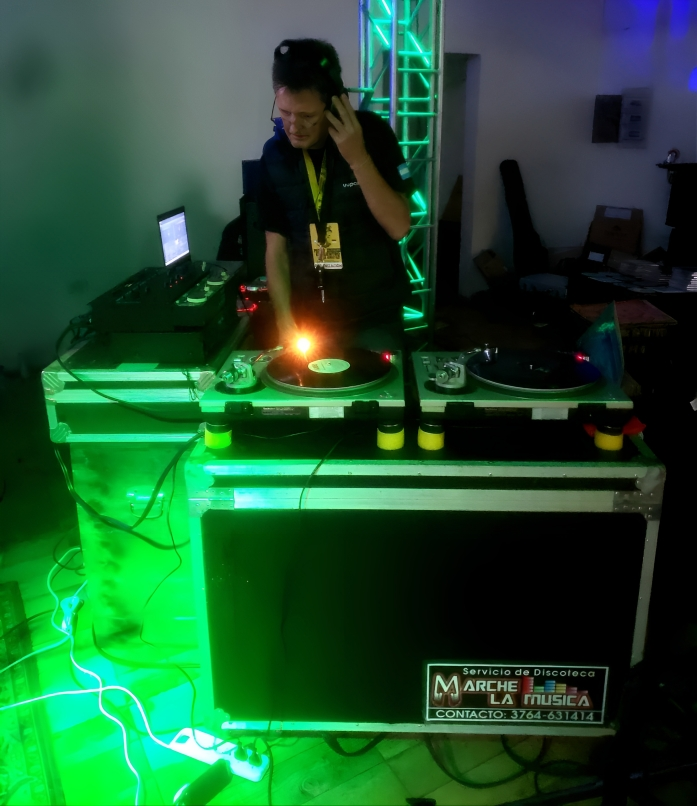
Día Internacional del DJ (Disc-jockey).

- Día Internacional del DJ (Disc-jockey).[7]
Instituido en 2002 por la Fundación “World DJ Found” y por la ONG “Nordoff Robbins Music Therapy”, fue pensado para rendir homenaje a aquellas personas que se dedican a las mezclas musicales.[8]Con la expansión de las discotecas y boliches en las décadas de los 60 y 70 se dio inicio a la explosión del género.

- Día Mundial de la Tortilla de Papas[9]o Tortilla de Patatas.[10]

 Por países
(Por orden alfabético)
- España: 
  - Día de las Personas Desaparecidas sin causa aparente.
Un día que estableció el Congreso de los Diputados en 2010 por la lucha de los padres de Cristina Bergua tras su desaparición en 1997. Cada día desaparecen 60 personas en España.[11]

- Estados Unidos: 
  - Día Nacional de Barbie.[12]
Este es el motivo de una conmemoración a la que cada año se suman otros países que rinden tributo a la muñeca más famosa.[13]De acuerdo con History, la muñeca Barbie debutó en la American International Toy Fair en Nueva York el 9 de marzo de 1959 (hace 66 años).
(en inglés: National Barbie Day).

- Guatemala:
  - Día por la Vida y la Familia.
Esta fecha fue establecida por el Congreso de la República a través del Decreto 9-2022.

- México: 
  - Día Nacional de la Hotelería.
Esta fecha se estableció oficialmente en 2019 a través del Diario Oficial de la Federación.

### Santoral católico

Santo Domingo Savio, uno de los santos no mártires más jóvenes de la Iglesia católica.

- Santa Francisca de Roma, religiosa (f. 1440).[14]
- Santos cuarenta mártires de Sebaste, (f. 320).
- San Paciano de Barcelona, obispo (f. 390).[14]
- San Vital de Castronovo, monje (f. 993).[14]
- San Bruno de Querfurt, obispo y mártir (f. 1009).[14]
- Santa Catalina de Bolonia, virgen (f. 1463).[14]
- Santo Domingo Savio, (f. 1857).[15](imagen ilustrativa).
- Santos Pedro Ch’oe Hyong y Juan Bautista Chon Chang-un, mártires (f. 1866).

Por países
- Argentina:
  -  Misiones: 
    - Fiesta Patronal de Domingo Savio, localidad argentina ubicada en el departamento San Ignacio de la Provincia de Misiones. Depende administrativamente del municipio de San Ignacio, de cuyo centro urbano dista unos 17 km.

- España: 
  - Fuenlabrada, Comunidad de Madrid: 
    - Día de Santa Juana (Día de la Tortilla).
Homenaje a la tortilla con patatas, uno de los platos más conocidos de la cocina española. Este día está asociado a la romería hacia el convento de Cubas de la Sagra, Madrid, que se celebraba desde el siglo XV en conmemoración de la muerte de santa Juana de la Cruz, donde los fieles llevaban sus tortillas de patatas y pan para comer durante la travesía. Actualmente es un día de fiesta tradicional culinaria en todo el mundo.